# George Soros
George Soros (nacido György Schwartz; Budapest, 12 de agosto de 1930)es un empresario, inversor y filántropo húngaro-estadounidense. Su apoyo a causas liberales le ha convertido en blanco de conspiración de grupos conspirativos. En octubre de 2023 tenía un patrimonio neto de 6.700 millones de dólares, tras haber donado más de 32.000 millones a la Open Society Foundations, de los cuales 15.000 millones ya han sido distribuidos, lo que representa el 64% de su fortuna original. Forbes calificó a Soros como el «donante más generoso» del mundo (en términos de porcentaje del patrimonio neto). Reside en la ciudad de Nueva York.
Nacido en Budapest, Soros sobrevivió a la ocupación alemana de Hungría y se mudó al Reino Unido en 1947. Estudió en la Escuela de Economía de Londres y obtuvo una licenciatura, luego una maestría y finalmente un doctorado  (Ph. D.) por la London School of Economics. Soros comenzó su carrera empresarial trabajando en varios bancos comerciales en el Reino Unido y luego en los Estados Unidos, antes de comenzar su primer fondo de cobertura, Double Eagle, en 1969. Las ganancias de su primer fondo proporcionaron el capital inicial para comenzar Soros Fund Management, su segundo fondo de cobertura, en 1970. Double Eagle pasó a llamarse Quantum Fund y fue la principal empresa a la que asesoró Soros. En su fundación, Quantum Fund tenía 12 millones de dólares en activos bajo administración, cantidad que en 2011 se había multiplicado hasta los 25 000 millones, la mayoría del patrimonio neto de Soros.
Soros es conocido como «el hombre que provocó la quiebra del Banco de Inglaterra» debido a su venta al descubierto de 10 000 millones de dólares en libras esterlinas, que le reportaron una ganancia de mil millones de dólares durante la crisis del Reino Unido del Miércoles Negro de 1992. Basándose en sus primeros estudios de filosofía, Soros formuló la Teoría General de la Reflexividad para los mercados de capitales, que según él ofrece una imagen clara de las burbujas de activos y el valor fundamental del mercado de los valores, así como las discrepancias de valor utilizadas para vender en corto y en canjear acciones.
Soros es un partidario de causas políticas liberales, a las que distribuye donaciones a través de su fundación, Open Society Foundations. Entre 1979 y 2011, donó más de $11 000 millones a diversas causas filantrópicas; para 2017, sus donaciones «en iniciativas civiles para reducir la pobreza y aumentar la transparencia, y en becas y universidades de todo el mundo» totalizaron 12 000 millones de USD. Influyó en el colapso del comunismo en Europa del Este a fines de la década de 1980 y principios de la de 1990 con la financiación de movimientos opositores, y proporcionó una de las mayores donaciones de educación superior de Europa a la Universidad Centroeuropea en su ciudad natal húngara.
Su amplia financiación de causas políticas lo ha convertido en un objetivo de los nacionalistas europeos. Numerosos conservadores estadounidenses han promovido afirmaciones que caracterizan a Soros como un «titiritero» singularmente peligroso detrás de muchos supuestos complots globales. Las teorías de conspiración dirigidas a Soros, que es de ascendencia judía, a menudo se han descrito como antisemitas.

## Nacimiento y educación
Soros nació en Budapest en el Reino de Hungría en el seno de una próspera familia judía no practicante que, como muchos judíos húngaros de clase media alta en ese momento, se sentía incómoda con sus raíces. Soros ha descrito con ironía su hogar como un hogar judío antisemita. Su madre Erzsébet (también conocida como Elizabeth) provenía de una familia que poseía una próspera tienda de seda. Su padre Tivadar (también conocido como Teodoro Ŝvarc) era abogado y un conocido hablante de esperanto que editó la revista literaria en esperanto Literatura Mondo y crio a su hijo para hablar el idioma. Tivadar había sido prisionero de guerra durante y después de la Primera Guerra Mundial hasta que escapó de Rusia y se reunió con su familia en Budapest. Los dos se casaron en 1924. En 1936, la familia de Soros cambió su nombre de Schwartz alemán-judío a Soros, como camuflaje protector en una Hungría cada vez más antisemita. A Tivadar le gustó el nuevo nombre porque es un palíndromo y por su significado. En húngaro, Soros significa "siguiente en la línea" o "sucesor designado"; en esperanto significa "volará".
Soros tenía 13 años en marzo de 1944 cuando la Alemania nazi ocupó Hungría. Los nazis prohibieron a los niños judíos asistir a la escuela, y se obligó a Soros y a los demás escolares a presentarse ante el Judenrat ("Consejo Judío"), que se había establecido durante la ocupación. Soros luego describió este momento al escritor Michael Lewis: "El Consejo Judío pidió a los niños pequeños que entregaran los avisos de deportación. Me dijeron que fuera al Consejo Judío. Y allí me entregaron estos pequeños trozos de papel... El pedazo de papel se lo di a mi padre. Él lo reconoció instantáneamente. Era una lista de abogados judíos húngaros".
Soros no regresó a ese trabajo; su familia sobrevivió a la guerra comprando documentos para decir que eran cristianos. Más tarde, ese mismo año, a los 14 años, Soros se hizo pasar por el ahijado cristiano de un funcionario del Ministerio de Agricultura del gobierno colaboracionista húngaro, quien tenía una esposa judía escondida. En una ocasión, en lugar de dejar solo al joven de 14 años, el funcionario se llevó a Soros con él mientras completaba un inventario de la propiedad confiscada de una familia judía. Tivadar salvó no solo a su familia inmediata sino también a muchos otros judíos húngaros, y Soros escribió más tarde que 1944 había sido "el [año] más feliz de su vida", porque le había dado la oportunidad de presenciar el heroísmo de su padre. En 1945, Soros sobrevivió al asedio de Budapest, en el que las fuerzas soviéticas y alemanas lucharon casa por casa en la ciudad.
En 1947, Soros se mudó a Inglaterra, país que consideró "austero e insensible", y se convirtió en estudiante de la Escuela de Economía de Londres, que había sido fundada por miembros de la Sociedad Fabiana. Mientras era estudiante del filósofo Karl Popper, Soros trabajó como mozo de ferrocarril y como camarero, y una vez recibió 40 libras esterlinas de una organización benéfica cuáquera. También fue estudiante de Harold Laski, un teórico que buscaba conciliar el marxismo con la democracia liberal, asistiendo a sus clases de forma clandestina y enorgulleciéndose de ser parte de los estudiantes que habían "escuchado a Laski". Laski influenció de manera profunda al joven Soros. Soros también asistió a las conferencias de Lionel Robbins y Friedrich Hayek.
Soros a veces se paraba en el Speakers' Corner dando conferencias sobre las virtudes del internacionalismo en esperanto, que había aprendido de su padre.
De la Escuela de Economía de Londres, Soros se graduó como licenciado en Filosofía en 1951 y máster en Filosofía en 1954. Más tarde recibió el grado de doctor en Filosofía de la Universidad de Londres.

## Carrera inversionista

### Experiencia empresarial temprana
En una discusión en el Consejo de Asuntos Mundiales de Los Ángeles en 2006, Alvin Shuster, ex editor extranjero de Los Angeles Times, preguntó a Soros: "¿Cómo se pasa de inmigrante a financiero? ... ¿Cuándo se dio cuenta de que sabía cómo hacer dinero?" Soros respondió: "Bueno, tuve una variedad de trabajos y terminé vendiendo artículos de lujo en la playa, tiendas de suvenires, y pensé, realmente no era para lo que estaba hecho. Entonces, escribí a todos los directores generales de todos los bancos comerciales de Londres obtuve solo una o dos respuestas y, finalmente, así fue como conseguí un trabajo en un banco comercial".

### Singer & Friedlander
En 1954, Soros comenzó su carrera financiera en el banco comercial Singer & Friedlander de Londres. Trabajó como empleado y luego se trasladó al departamento de arbitraje. Un compañero de trabajo, Robert Mayer, sugirió que presentara una solicitud en la casa de bolsa de su padre, F.M. Mayer de Nueva York.

### F. M. Mayer
En 1956, Soros se mudó a la ciudad de Nueva York, donde trabajó como comerciante de arbitraje para F.M. Mayer (1956-1959). Se especializó en acciones europeas, que se estaban volviendo populares entre los inversores institucionales estadounidenses tras la formación de la Comunidad del Carbón y del Acero, que más tarde se convirtió en el Mercado Común.

### Wertheim & Co
En 1959, después de tres años en F. M. Mayer, Soros se mudó a Wertheim & Co. Planeaba quedarse cinco años, tiempo suficiente para ahorrar $500.000, después de lo cual tenía la intención de regresar a Inglaterra para estudiar filosofía. Trabajó como analista de valores europeos hasta 1963.
Durante este período, Soros desarrolló la teoría de la reflexividad para ampliar las ideas de su tutor en la Escuela Económica de Londres, Karl Popper. La reflexividad postula que los valores de mercado a menudo son impulsados por las ideas falibles de los participantes, no solo por los fundamentos económicos de la situación. Las ideas y los eventos se influyen mutuamente en ciclos de retroalimentación reflexiva. Soros argumentó que este proceso conduce a mercados que tienen ciclos procíclicos "virtuosos" o "viciosos" de auge y caída, en contraste con las predicciones de equilibrio de la economía neoclásica más estándar.

### Arnhold y S. Bleichroeder
De 1963 a 1973, la experiencia de Soros como vicepresidente en Arnhold y S. Bleichroeder resultó en poco entusiasmo por el trabajo; el negocio se debilitó tras la introducción del impuesto de compensación de intereses, que socavó la viabilidad del comercio europeo de Soros. Pasó los años de 1963 a 1966 con su enfoque principal en la revisión de su disertación de filosofía. En 1966 inició un fondo con 100.000 dólares del dinero de la empresa para experimentar con sus estrategias comerciales.
En 1969, Soros estableció el fondo de cobertura Double Eagle con $4 millones de capital de inversionistas, incluidos $250 000 de su propio dinero. Tenía su sede en Curazao, Antillas Neerlandesas. Double Eagle en sí era una rama del fondo First Eagle de Arnhold y S. Bleichroeder establecido por Soros y el presidente de esa firma, Henry H. Arnhold, en 1967.
En 1973, el Fondo Double Eagle tenía $12 millones y formó la base del Fondo Soros. George Soros y Jim Rogers recibieron rendimientos sobre su participación en el capital y el 20 por ciento de las ganancias cada año.

### Soros Fund Management
En 1970, Soros fundó Soros Fund Management y se convirtió en su presidente. Entre los que ocuparon altos cargos allí en algún momento se encontraban Jim Rogers, Stanley Druckenmiller, Mark Schwartz, Keith Anderson y dos hijos de Soros.
En 1973, debido a la percepción de conflictos de intereses que limitaban su capacidad para administrar los dos fondos, Soros renunció a la administración del Double Eagle Fund. Luego estableció el Fondo Soros y les dio a los inversionistas en el Fondo Double Eagle la opción de transferirse o quedarse con Arnhold y S. Bleichroeder.
Más tarde fue rebautizado como el Fondo Cuántico, llamado así por la teoría física de la mecánica cuántica. En ese momento, el valor del fondo había aumentado a $12 millones, de los cuales solo una pequeña proporción era dinero del propio Soros. Él y Jim Rogers reinvirtieron los rendimientos del fondo, y también una gran parte de sus comisiones de rendimiento del 20%, ampliando así su participación.
Para 1981, el fondo había crecido a $400 millones, y luego había tenido una pérdida del 22% en ese año y los reembolsos sustanciales de algunos de los inversores lo redujeron a $200 millones.
En julio de 2011, Soros anunció que había devuelto fondos del dinero de inversionistas externos (valorados en $1 mil millones) y, en cambio, invirtió fondos de su fortuna familiar de $24,5 mil millones, debido a cambios en las reglas de divulgación de la Comisión de Bolsa y Valores de EE. UU., Que consideró comprometerían sus deberes de confidencialidad para con sus inversores. En ese momento, el fondo tenía un promedio de rendimientos anuales superiores al 20%.
En 2013, Quantum Fund ganó $5,5 mil millones, lo que lo convierte nuevamente en el fondo de cobertura más exitoso de la historia. Desde su creación en 1973, el fondo ha generado 40 000 millones de dólares.
El fondo anunció en 2015 que inyectaría $300 millones para ayudar a financiar la expansión de Fen Hotels, una empresa hotelera argentina. Los fondos desarrollarán 5000 habitaciones durante los próximos tres años en varios países de América Latina.

#### Crisis económicas en las décadas de 1990 y 2000
Soros había estado construyendo una enorme posición corta en libras esterlinas durante los meses previos a septiembre de 1992. Soros había reconocido la posición desfavorable del Reino Unido en el Mecanismo de Tipo de Cambio Europeo. Para Soros, la tasa a la que el Reino Unido se incorporó al Mecanismo de Tipo de Cambio Europeo era demasiado alta, su inflación también era demasiado alta (el triple de la tasa alemana) y las tasas de interés británicas estaban perjudicando los precios de sus activos.
Para el 16 de septiembre de 1992, el día del Miércoles Negro, el fondo de Soros había vendido más de $10 mil millones en libras esterlinas, beneficiándose de la renuencia del gobierno del Reino Unido a elevar sus tipos de interés a niveles comparables a los de otros mecanismos de tipos de cambio europeos o flexibilizar su moneda.
Finalmente, el Reino Unido se retiró del Mecanismo de Tipo de Cambio Europeo, devaluando la libra. La ganancia de Soros en la apuesta se estimó en más de $1 mil millones. Fue apodado "el hombre que rompió el Banco de Inglaterra". El costo estimado del Miércoles Negro para el Tesoro del Reino Unido fue de 3.400 millones de libras esterlinas. Stanley Druckenmiller, que negociaba con Soros, vio originalmente la debilidad de la libra y declaró: "La contribución [de Soros] lo empujaba a tomar una posición gigantesca".
El 26 de octubre de 1992, The New York Times citó a Soros diciendo: "Nuestra posición total para el Miércoles Negro tenía que valer casi $10 mil millones. Planeamos vender más que eso. De hecho, cuando Norman Lamont dijo justo antes de la devaluación que pediría prestados casi $15 mil millones para defender la libra esterlina, nos divertimos porque eso era lo que queríamos vender".
Se creía que Soros había negociado miles de millones de marcos finlandeses el 5 de febrero de 1996, en previsión de venderlos en descubierto. El marco había quedado flotando como resultado de la depresión de principios de la década de 1990. El Banco de Finlandia y el Gobierno finlandés comentaron en ese momento que creían que una "conspiración" era imposible.
En 1997, durante la crisis financiera asiática, el primer ministro de Malasia, Mahathir Mohamad, acusó a Soros de utilizar la riqueza bajo su control para castigar a la Asociación de Naciones del Sudeste Asiático (ANSA) por dar la bienvenida a Myanmar como miembro. Con un historial de comentarios antisemitas, Mahathir hizo referencia específica a los antecedentes judíos de Soros ("Es un judío quien provocó la caída de la moneda") e insinuó que Soros estaba orquestando el colapso como parte de una conspiración judía más grande. Nueve años más tarde, en 2006, Mahathir se reunió con Soros y luego afirmó que aceptaba que Soros no había sido responsable de la crisis. En 1998 The Crisis of Global Capitalism: Open Society Endangered, Soros explicó su papel en la crisis de la siguiente manera:

La crisis financiera que se originó en Tailandia en 1997 fue particularmente inquietante debido a su alcance y gravedad ... A principios de 1997, Soros Fund Management tenía claro que la discrepancia entre la cuenta comercial y la cuenta de capital se estaba volviendo insostenible. Vendimos en corto el baht tailandés y el ringgit malasio a principios de 1997 con vencimientos que iban desde seis meses hasta un año. (Es decir, celebramos contratos para entregar en fechas futuras baht tailandés y ringgit malayo que no teníamos actualmente). Posteriormente, el primer ministro Mahathir de Malasia me acusó de causar la crisis, una acusación totalmente infundada. No fuimos vendedores de la moneda durante o varios meses antes de la crisis; por el contrario, éramos compradores cuando las monedas comenzaron a declinar; estábamos comprando ringgits para obtener los beneficios de nuestra anterior especulación. (Resultó que era demasiado pronto. Dejamos la mayor parte de la ganancia potencial sobre la mesa porque temíamos que Mahathir impondría controles de capital. Lo hizo, pero mucho más tarde).

En 1999, el economista Paul Krugman criticó el efecto de Soros en los mercados financieros:

Nadie que ha leído una revista de negocios en los últimos años puede ignorar que en estos días realmente hay inversionistas que no solo mueven dinero en anticipación de una crisis monetaria, sino que hacen todo lo posible para desencadenar esa crisis por diversión y ganancias. Estos nuevos actores en escena aún no tienen un nombre estándar; mi término propuesto es 'Soroi'.

En una entrevista sobre la recesión de finales de la década de 2000, Soros se refirió a ella como la crisis más grave desde la década de 1930. Según Soros, el fundamentalismo de mercado, con su supuesto de que los mercados se corregirán por sí mismos sin necesidad de la intervención del gobierno en asuntos financieros, ha sido "una especie de exceso ideológico". En opinión de Soros, los estados de ánimo de los mercados (un "estado de ánimo" de los mercados que es un sesgo predominante o el optimismo / pesimismo con el que los mercados miran la realidad) "en realidad pueden reforzarse a sí mismos de modo que estos inicialmente se refuerzan a sí mismos pero finalmente son insostenibles y crean burbujas contraproducentes de auge / caída".
Como reacción a la recesión de finales de la década de 2000, fundó el Institute for New Economic Thinking en octubre de 2009. Este es un grupo de expertos compuesto por expertos en economía, negocios y finanzas internacionales, que tienen el mandato de investigar enfoques nuevos y radicales para organizar la economía internacional y el sistema financiero.

#### Información privilegiada de Société Générale
En 1988, Soros fue contactado por un financiero francés llamado Georges Pébereau, quien le pidió que participara en un esfuerzo por reunir a un grupo de inversionistas para comprar una gran cantidad de acciones de Société Générale, un importante banco francés que formaba parte de un programa de privatización (algo instituido por el nuevo gobierno de Jacques Chirac). Soros finalmente decidió no participar en el esfuerzo del grupo, optando personalmente por seguir adelante con su estrategia de acumular acciones en cuatro empresas francesas: Société Générale, así como Suez, Paribas y Compagnie Générale d'Électricité.

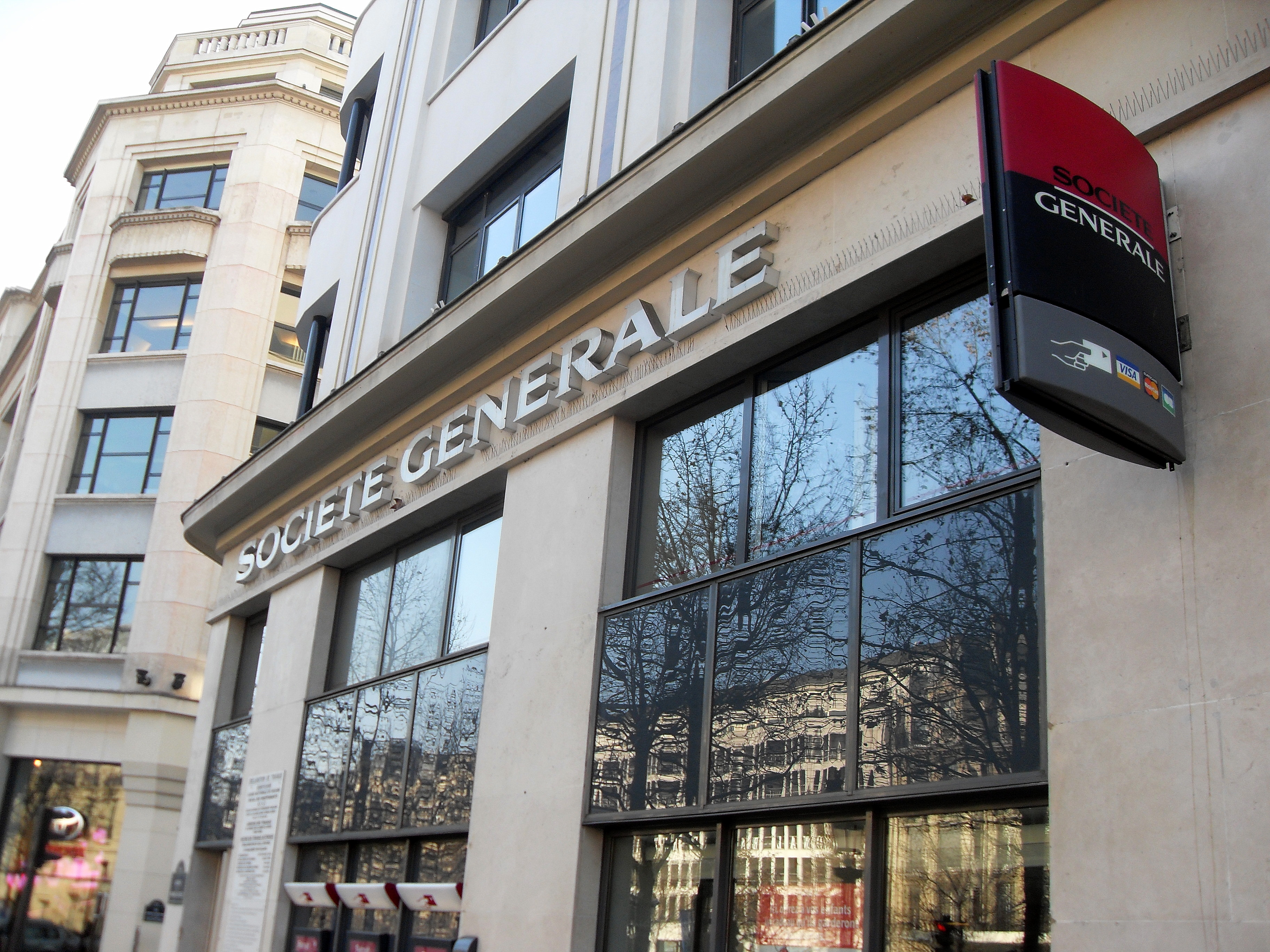
Oficina de Société Générale en París.

En 1989, la Commission des Opérations de Bourse (COB, la autoridad reguladora de la bolsa de valores francesa) llevó a cabo una investigación para determinar si la transacción de Soros en Société Générale debería considerarse tráfico de información privilegiada. Soros no había recibido información de la Société Générale y no tenía conocimiento interno del negocio, pero sí tenía conocimiento de que un grupo de inversores estaban planeando un intento de adquisición. Las investigaciones iniciales encontraron a Soros inocente y no se presentaron cargos. Sin embargo, el caso fue reabierto unos años más tarde y el Tribunal Supremo francés confirmó la condena el 14 de junio de 2006, aunque redujo la pena a 940.000 euros.
Soros negó haber actuado indebidamente, diciendo que la noticia de la adquisición era de conocimiento público y se documentó que su intención de adquirir acciones de la empresa era anterior a su conocimiento de la adquisición. En diciembre de 2006, apeló al Tribunal Europeo de Derechos Humanos por diversos motivos, incluido que el retraso de 14 años en llevar el caso a juicio impidió una audiencia imparcial. Sobre la base del artículo 7 de la Convención Europea de Derechos Humanos, que establece que ninguna persona puede ser sancionada por un hecho que no era delito en el momento en que se cometió, el tribunal acordó conocer del recurso de apelación. En octubre de 2011, el tribunal rechazó su apelación en una decisión de 4-3, diciendo que Soros había sido consciente del riesgo de infringir las leyes sobre tráfico de información privilegiada.

## Vida personal
Soros se ha casado tres veces y se ha divorciado dos veces. En 1960 se casó con Annaliese Witschak (nacida el 3 de enero de 1934). Annaliese era una inmigrante de etnia alemana que había quedado huérfana durante la guerra. Aunque no era judía, los padres de Soros la querían mucho, ya que también había experimentado la privación y el desplazamiento provocados por la Segunda Guerra Mundial. Se divorciaron en 1983. Tuvieron tres hijos:
- Robert Daniel Soros (nacido en 1963): fundador de la Universidad Centroeuropea en Budapest, así como de una red de fundaciones en Europa del Este. En 1992, se casó con Melissa Robin Schiff en el Templo Emanu-El en la ciudad de Nueva York. El rabino Dr. David Posner ofició la ceremonia.[84]
- Andrea Soros Colombel (nacida el 11 de junio de 1965): fundadora y presidenta de la Fundación Trace, establecida en 1993 para promover la continuidad cultural y el desarrollo sostenible de las comunidades tibetanas en China. También es socia fundadora y miembro de la junta directiva del Acumen Fund, un fondo de riesgo global que emplea un enfoque empresarial para abordar los problemas de la pobreza global.[85] Está casada con Eric Colombel (nacido el 26 de octubre de 1963).
- Jonathan Tivadar Soros (nacido el 10 de septiembre de 1970): administrador de fondos de cobertura y donante político. En 2012, cofundó Friends of Democracy, un super PAC dedicado a reducir la influencia del dinero en la política. En 1997 se casó con Jennifer Ann Allan (nacida el 26 de noviembre de 1969).[86]

En 1983, George Soros se casó con Susan Weber. Se divorciaron en 2005. Tuvieron dos hijos:

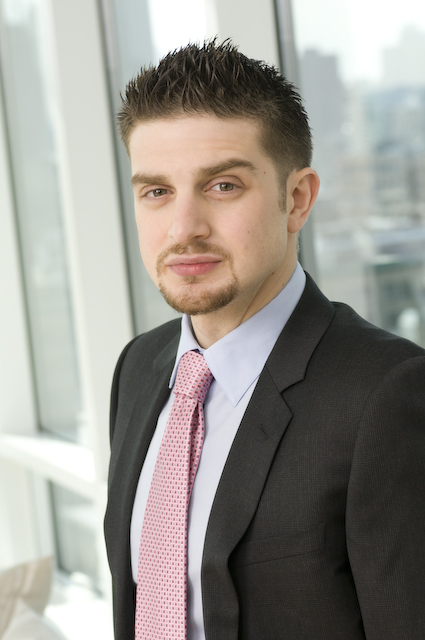
Alexander Soros en una fotografía tomada el 9 de marzo de 2012.

- Alexander Soros (nacido en 1985): Alexander ha ganado prominencia por sus donaciones a causas sociales y políticas, centrando sus esfuerzos filantrópicos en "causas progresistas que podrían no tener un apoyo generalizado".[87] Alexander lideró la lista de donantes políticos estudiantiles en el ciclo electoral de 2010.[88]
- Gregory James Soros (nacido en 1988), artista.

En 2008, Soros conoció a Tamiko Bolton, se casaron el 21 de septiembre de 2013. Bolton es hija de una enfermera japonesa-estadounidense y un comandante naval retirado, Robert Bolton. Se crio en California, obtuvo un MBA de la Universidad de Miami y dirige una empresa de venta de vitaminas y suplementos dietéticos en Internet.
El hermano mayor de Soros, Paul Soros, era un inversionista privado y filántropo, murió el 15 de junio de 2013. También ingeniero, Paul dirigió Soros Associates y estableció las Becas Paul y Daisy Soros para jóvenes estadounidenses. Estaba casado con Daisy Soros (de soltera Schlenger), quien, al igual que su marido, era una inmigrante judío-húngaro y con quien tuvo dos hijos, Peter y Jeffrey. Peter Soros estaba casado con la ex Flora Fraser, una hija de Lady Antonia Fraser y el difunto Sir Hugh Fraser y una hijastra del Premio Nobel de literatura de 2005 Harold Pinter. Fraser y Soros se separaron en 2009.
En 2005, Soros era un socio minoritario en un grupo que trató de comprar los Washington Nationals, un equipo de béisbol de las Grandes Ligas. Algunos legisladores republicanos sugirieron que podrían tomar medidas para revocar la exención antimonopolio de las Grandes Ligas si Soros compraba el equipo. En 2008, el nombre de Soros se asoció con AS Roma, un equipo de fútbol de la asociación italiana, pero el club no se vendió. Soros era un patrocinador financiero de Washington Soccer L.P., el grupo que poseía los derechos operativos del club D.C. United de la Major League Soccer cuando se fundó la liga en 1995, pero el grupo perdió estos derechos en 2000. El 21 de agosto de 2012, la BBC informó de presentaciones ante la SEC que mostraban que Soros adquirió aproximadamente una participación del 1,9 por ciento en el club de fútbol inglés Manchester United mediante la compra de 3,1 millones de acciones del club.

## Participación política
Hasta las elecciones presidenciales de 2004, Soros no había sido un gran donante de campañas políticas estadounidenses. Según el Center for Responsive Politics, durante el ciclo electoral 2003-2004, Soros donó $ 23 581 000 a varios grupos 527 (grupos exentos de impuestos según el código tributario de los Estados Unidos, 26 U.S.C. §527). Los grupos tenían como objetivo derrotar al presidente George W. Bush. Después de la reelección de Bush, Soros y otros donantes respaldaron un nuevo grupo político de recaudación de fondos llamado Democracy Alliance, que apoya causas progresistas y la formación de una infraestructura progresista más sólida en Estados Unidos.

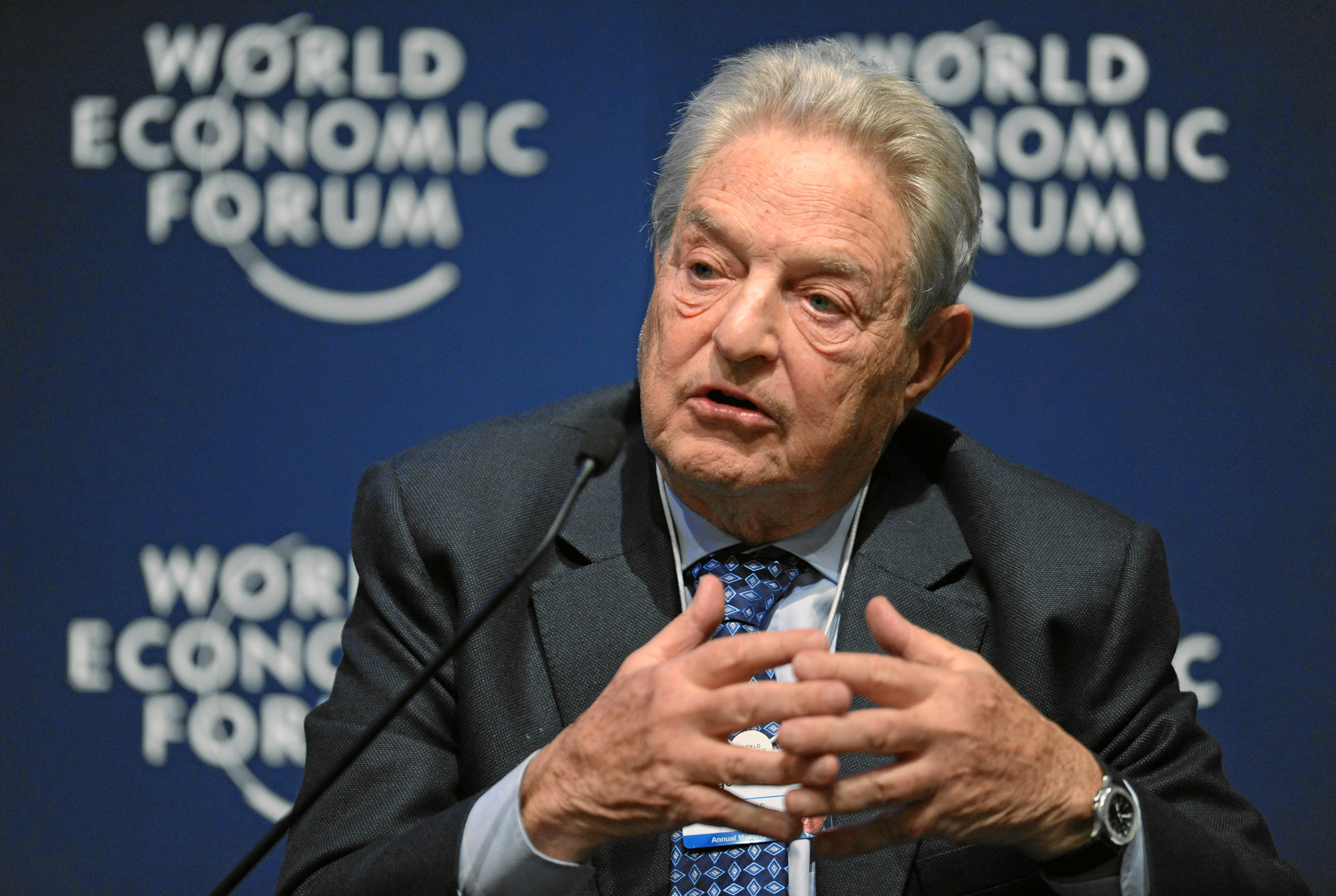
George Soros en una sesión del Foro Económico Mundial de Davos.

En agosto de 2009, Soros donó $35 millones al estado de Nueva York para destinarlos a niños desfavorecidos y entregados a padres que tenían tarjetas de beneficios a razón de $200 por niño de 3 a 17 años, sin límite en cuanto al número de niños que podían calificar. El estado de Nueva York aportó 140 millones de dólares adicionales al fondo del dinero que habían recibido de la ley federal de recuperación de 2009.
Soros fue un donante inicial del Centro para el Progreso Estadounidense y continúa apoyando a la organización a través de Open Society Foundations.
En octubre de 2011, se publicó un artículo de Reuters, "Soros: No es un financiador de las protestas de Wall Street", después de que varios comentaristas señalaran errores en un artículo anterior de Reuters titulado "¿Quién está detrás de las protestas de Wall Street?" con una información que indica que el movimiento Occupy Wall Street "puede haberse beneficiado indirectamente de la generosidad de uno de los hombres más ricos del mundo [Soros]". El artículo de seguimiento de Reuters también informó que un portavoz de Soros y el cofundador de Adbusters, Kalle Lasn, dijeron que Adbusters, el catalizador reputado de las primeras protestas de Occupy Wall Street, nunca había recibido ninguna contribución de Soros, contrariamente a la historia anterior de Reuters que informaba que los "vínculos financieros indirectos" existían entre ambos en 2010.

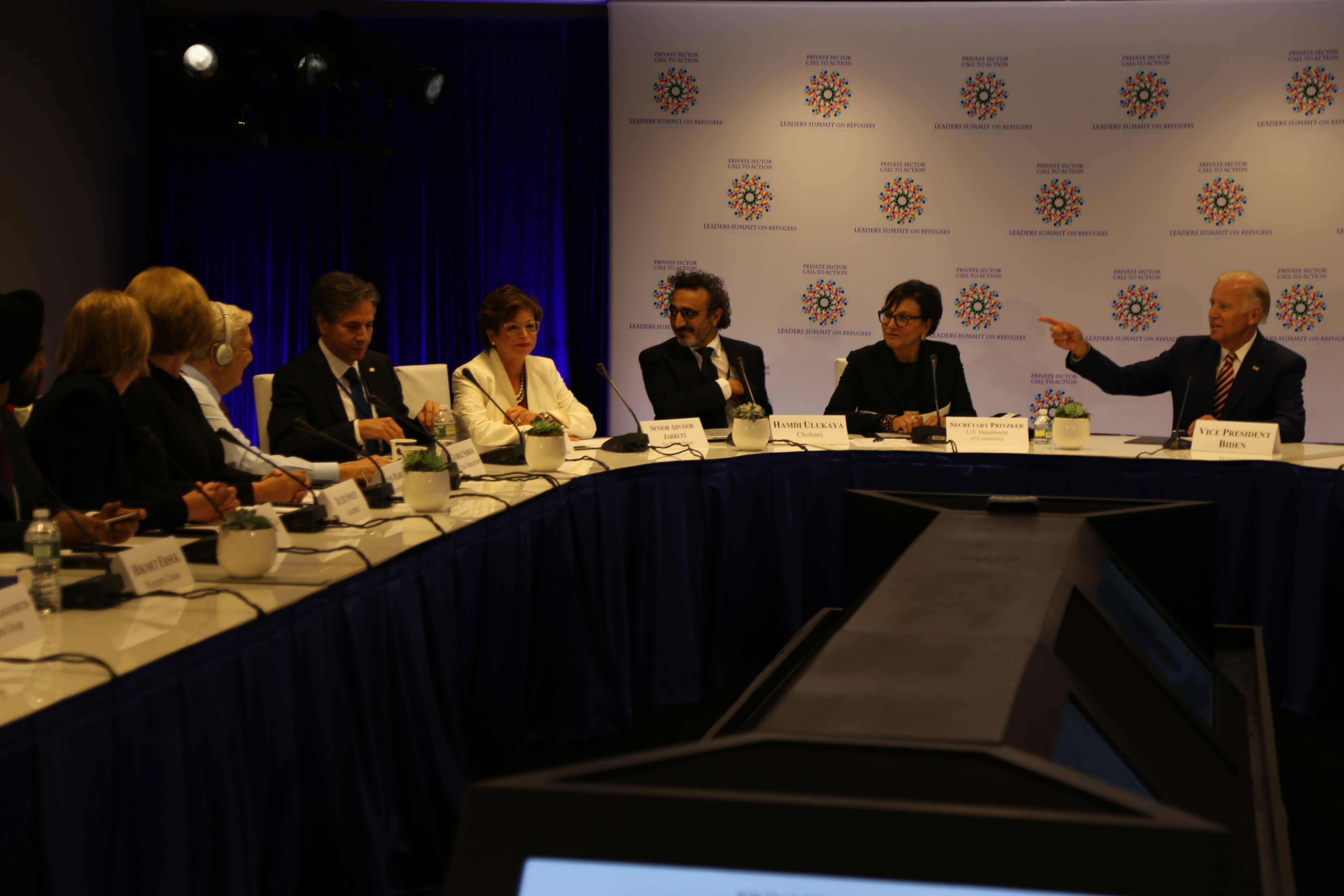
Antony Blinken, Joe Biden y George Soros asisten a una Mesa Redonda en 2016.

El 27 de septiembre de 2012, Soros anunció que estaba donando $1 millón al súper PAC que respaldaba las Priorities USA Action del presidente Barack Obama. En octubre de 2013, Soros donó $25 000 a Ready for Hillary, convirtiéndose en copresidente del comité de finanzas nacional del super PAC. En junio de 2015, donó $1 millón a Super PAC Priorities USA Action, que apoyó a Hillary Clinton en la carrera presidencial de 2016. Donó $6 millones al PAC en diciembre de 2015 y $2,5 millones en agosto de 2016. Soros lanzó un nuevo súper PAC llamado Democracy PAC para el ciclo electoral de 2020. Para julio de 2019, le había donado $5,1 millones.
Desde 2016, Soros ha estado donando sumas superiores a $1 millón a las campañas de los defensores de la reforma progresiva de la justicia penal a través del PAC de Seguridad y Justicia en las elecciones de fiscales de distrito locales. En muchos distritos, contribuciones tan grandes no tenían precedentes y la estrategia de campaña se "dio la vuelta" con un enfoque en el encarcelamiento, la mala conducta policial y el sistema de fianzas, según Los Angeles Times.   Larry Krasner fue elegido fiscal de distrito de Filadelfia con la ayuda de una campaña publicitaria de 1,5 millones de dólares financiada por Soros en 2017.
En el segundo trimestre de 2020, Soros dio al menos $500 000 al candidato presidencial demócrata Joe Biden, convirtiéndose en uno de los mayores donantes de la campaña.

### Europa central y oriental
Según Waldemar A. Nielsen, una autoridad en filantropía estadounidense, "[Soros] se ha comprometido ... nada menos que a abrir las sociedades comunistas una vez cerradas de Europa del Este a un libre flujo de ideas y conocimiento científico de el mundo exterior". Desde 1979, como defensor de las 'sociedades abiertas', Soros apoyó financieramente a los disidentes, incluido el movimiento de Solidaridad de Polonia, la Carta 77 en Checoslovaquia y Andréi Sájarov en la Unión Soviética. En 1984, fundó su primer Open Society Institute en Hungría con un presupuesto de $3 millones.

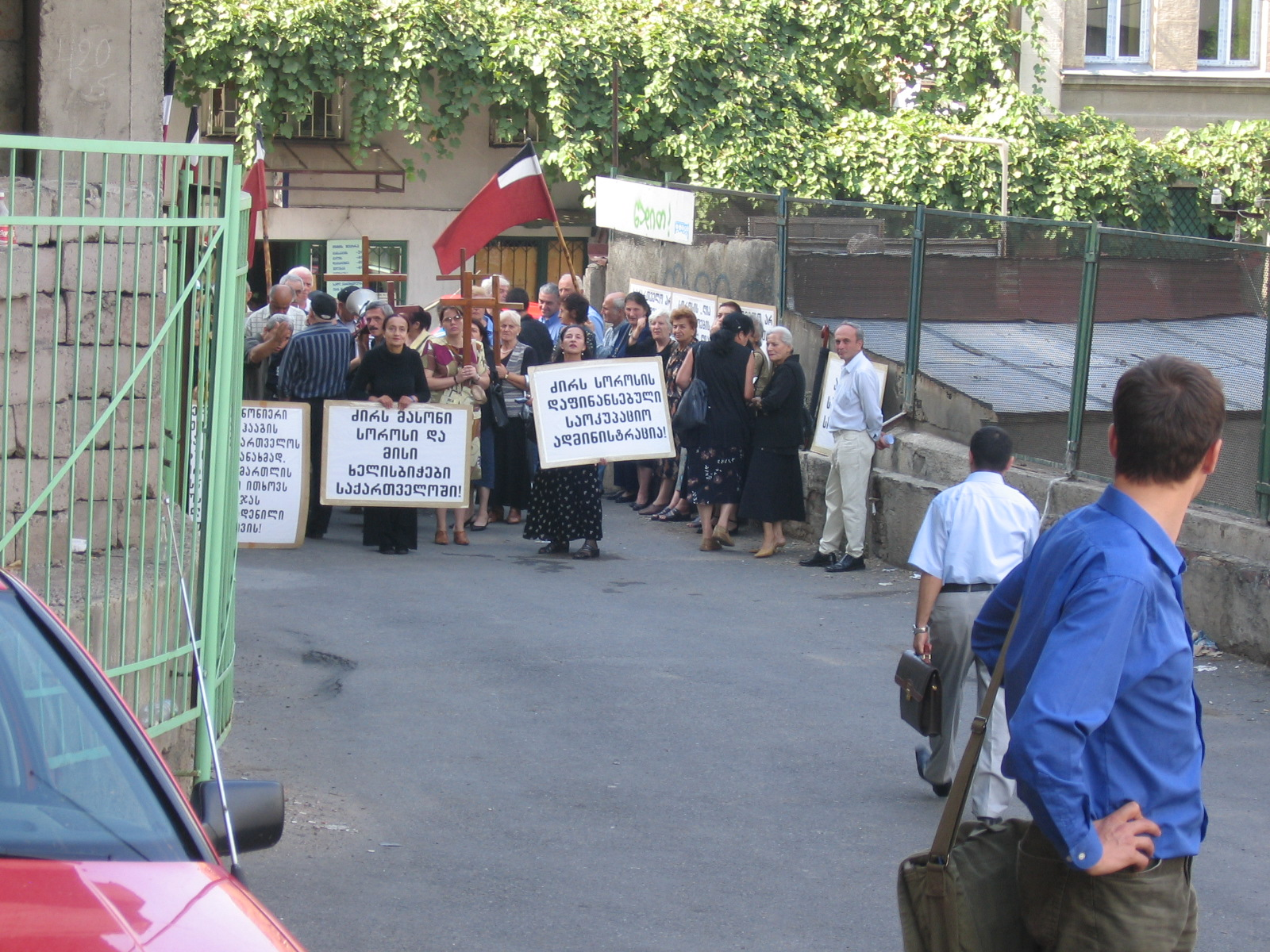
Manifestantes en Tbilisi con la bandera de la República Democrática de Georgia bloqueando el camino hacia la oficina del Open Society Institute, 2005.

Desde la caída de la Unión Soviética, la financiación de Soros ha jugado un papel importante en los países recién independizados. Un estudio de 2017 encontró que un programa de subvenciones de George Soros que otorgó fondos a más de 28,000 científicos en las ex repúblicas soviéticas poco después del fin de la Unión Soviética "duplicó con creces las publicaciones al margen, indujo significativamente a los científicos a permanecer en el sector de la ciencia, y tuvo impactos [beneficiosos] duraderos". Su financiación de programas prodemocráticos en Georgia fue considerada por los nacionalistas georgianos como crucial para el éxito de la Revolución de las Rosas, aunque Soros ha dicho que su papel ha sido "en gran medida exagerado". cita requerida] Aleksandr Lomaia, Secretario del Consejo de Seguridad de Georgia y exministro de Educación y Ciencia, es un ex Director Ejecutivo de la Open Society Georgia Foundation (Fundación Soros), supervisa un personal de 50 personas y un presupuesto de $2.5 millones.
La exministra de Relaciones Exteriores de Georgia, Salomé Zurabishvili, escribió que instituciones como la Fundación Soros fueron la cuna de la democratización y que todas las ONG que gravitaron en torno a la Fundación Soros indudablemente llevaron la revolución. Opina que después de la revolución la Fundación Soros y las ONG se integraron en el poder.
Algunas iniciativas a favor de la democracia respaldadas por Soros han sido prohibidas en Kazajistán y Turkmenistán. Ercis Kurtulus, director de la Asociación del Movimiento de Transparencia Social (MTS) en Turquía, dijo en una entrevista que "Soros llevó a cabo su voluntad en Ucrania y Georgia utilizando estas ONG ... El año pasado Rusia aprobó una ley especial que prohíbe a las ONG tomar dinero de extranjeros. Creo que esto también debería prohibirse en Turquía". En 1997, Soros cerró su fundación en Bielorrusia después de que el gobierno le impusiera una multa de 3 millones de dólares por "infracciones fiscales y monetarias". Según The New York Times, el presidente bielorruso Alexander Lukashenko ha sido ampliamente criticado en Occidente y en Rusia por sus esfuerzos para controlar la Fundación Soros de Bielorrusia y otras ONG independientes y reprimir los derechos civiles y humanos. Soros calificó las multas como parte de una campaña para "destruir la sociedad independiente".
En junio de 2009, Soros donó 100 millones de dólares a Europa Central y Europa Oriental para contrarrestar el impacto de la crisis económica en los pobres, los grupos de voluntarios y las organizaciones no gubernamentales.

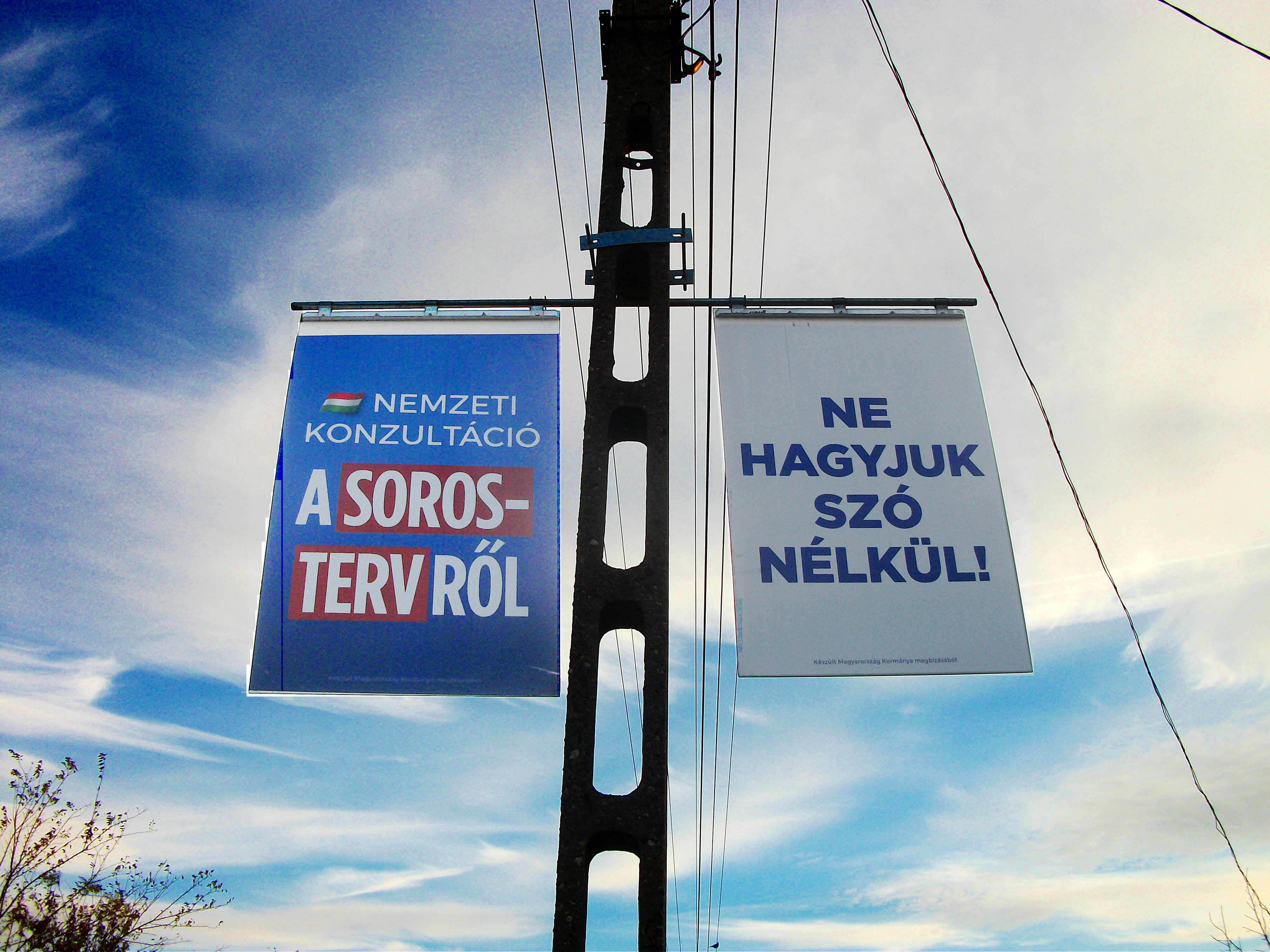
Letrero del gobierno de su natal Hungría que promueve una consulta nacional contra el plan Soros en Zichyújfalu, condado de Fejér.

Desde 2012, el gobierno húngaro ha calificado a George Soros de enemigo del estado, debido a su participación humanitaria y política en la crisis de refugiados europea. El gobierno atacó a OSF, la fundación de apoyo civil internacional creada por George Soros, y trató de revocar la licencia de la Universidad Centroeuropea (Budapest) (que fracasó principalmente debido a la indignación pública). En respuesta, Soros llamó al gobierno "un estado mafioso".
Cuando comenzó el período electoral de 2018, el gobierno introdujo carteles públicos con una foto de Soros para crear hostilidad hacia él en el público en general, utilizando declaraciones como "Soros quiere que millones de inmigrantes vivan en Hungría" y "Soros quiere desmantelar la valla fronteriza". El gobierno también preparó un plan de ley de tres partes llamado "Paquete Alto a Soros" (que siguió a otros cambios de ley en el mismo año, obstaculizando el funcionamiento de varias ONG internacionales en Hungría), que incluiría varias medidas contra las ONG haciendo trabajo voluntario relacionado con la crisis de refugiados.

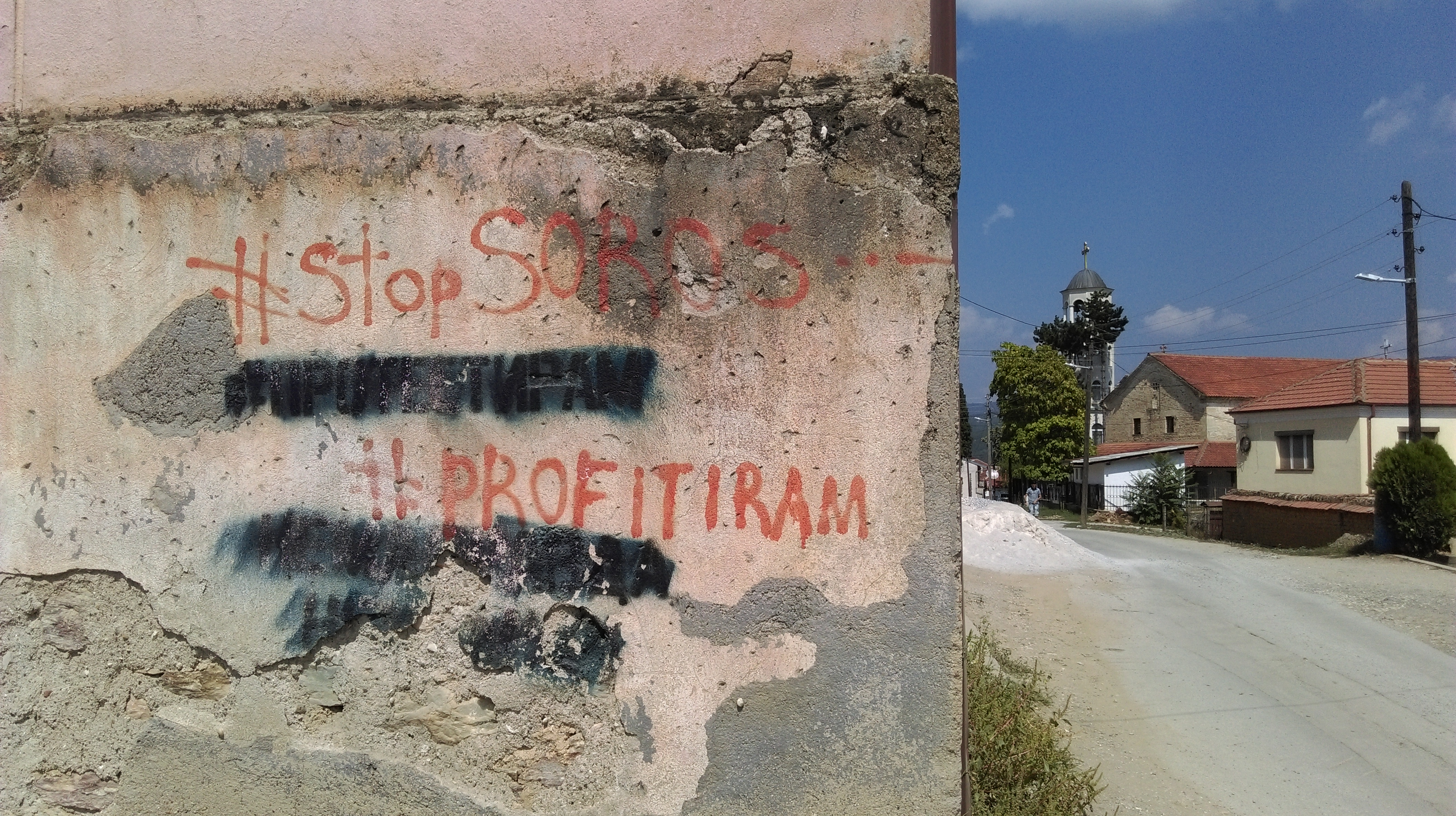
Grafiti del sentimiento anti George Soros en Resen, Macedonia (2018). Dice: #Stop Soros #I will profit.

En marzo de 2017, seis senadores estadounidenses enviaron una carta al entonces secretario de Estado Rex Tillerson  pidiéndole que investigara varias subvenciones que el Departamento de Estado y la Agencia de los Estados Unidos para el Desarrollo Internacional (USAID) han otorgado a grupos financiados por Soros. Según la Heritage Foundation, la carta expresaba una preocupación específica por la influencia de Soros en la política macedonia, una preocupación que también ha sido expresada por miembros del gobierno de Macedonia. En el mismo contexto, el grupo Judicial Watch ha presentado una demanda bajo la Ley de Libertad de Información (LLI) contra el Departamento de Estado de EE. UU. y USAID para obligarlos a publicar registros relacionados con $5 millones transferidos de USAID a la sucursal de la Open Society de Soros en Macedonia. La demanda alega que el dinero se utilizó deliberadamente para desestabilizar al gobierno macedonio. La Open Society Foundation ha dicho que sus actividades en Macedonia tenían como objetivo la reconciliación étnica con la minoría albanesa y otras formas de asistencia desde el colapso de Yugoslavia.
En enero de 2017, se lanzó en Macedonia la iniciativa "Stop Operation Soros" (SOS). SOS busca presentar "preguntas y respuestas sobre la forma en que Soros opera en todo el mundo" e invita a los ciudadanos a contribuir a la investigación. En una conferencia de prensa celebrada durante el mismo mes, Nenad Mircevski, uno de los fundadores de la iniciativa, afirmó que SOS trabajaría hacia la "des-Soros-ización" de Macedonia.
El 16 de mayo de 2018, Open Society Foundations de Soros anunció que trasladaría su oficina de Budapest a Berlín, culpando al entorno en Hungría.

### África
La Open Society Initiative para África Meridional es una organización afiliada a Soros.

### Chile

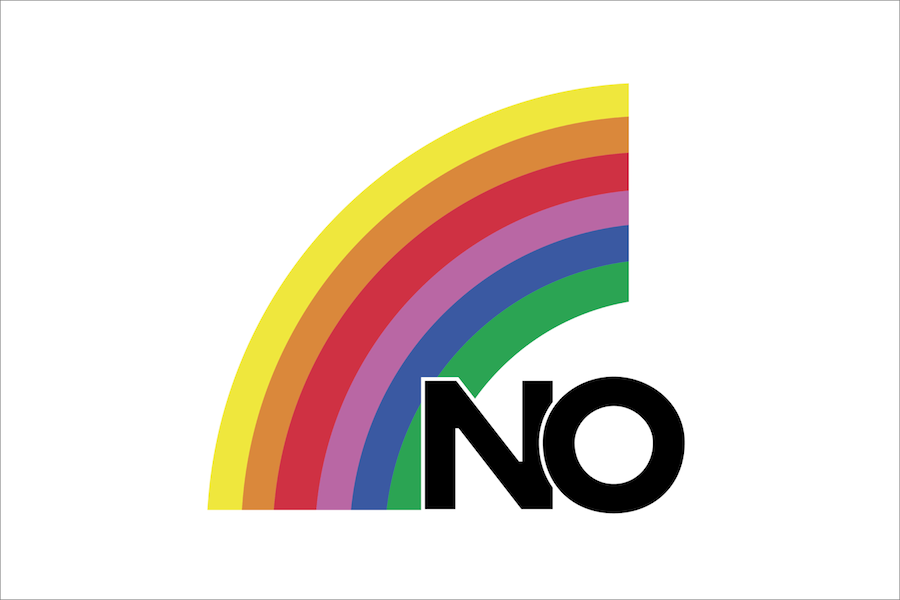
Soros apoyó directamente a la campaña del No en el plebiscito de 1988.

George Soros brindó asesoría a la campaña del No en el plebiscito de 1988 según el amigo del magnate, Máximo Pacheco Matte, el apoyo se vio reflejado "en la realización de estudios y la obtención de datos que nos entregaron información que se nos había ocultado por 17 años (...) Lo que ahí aprendimos fue crucial para la preparación del famoso programa televisivo de la campaña del No y para la victoria en el plebiscito".
Además buscó mejorar la imagen del entonces candidato Ricardo Lagos en la elección presidencial del 2000 en el entorno empresarial.
En 2009 Michelle Bachelet le concedió la Orden al Mérito Bernardo O'Higgins como agradecimiento por su "inquebrantable compromiso con la democracia y las sociedades abiertas".

### Apoyo a movimientos separatistas
En noviembre de 2005, Soros dijo: "Mi opinión personal es que no hay otra alternativa que darle la independencia a Kosovo". Soros ha ayudado a financiar el grupo sin fines de lucro llamado Independent Diplomat. Representó a Kosovo, la República Turca de Chipre Septentrional (bajo ocupación militar de Turquía desde 1974) y Somalilandia. En el Sahara Occidental ha apoyado al Frente Polisario a la vez que ha invertido en gas y petróleo mediante Quantum Fund en el área del Sahara Occidental controlada por Marruecos.

### Reforma de la política de drogas
Soros ha financiado esfuerzos mundiales para promover la reforma de la política de drogas. En 2008, Soros donó $400,000 para ayudar a financiar una medida electoral exitosa en Massachusetts conocida como la Iniciativa de Política Sensible de Marihuana de Massachusetts que despenalizó la posesión de menos de 1oz (28g) de marihuana en el estado. Soros también ha financiado medidas similares en California, Alaska, Oregón, Washington, Colorado, Nevada y Maine. Entre los grupos de despenalización de las drogas que han recibido financiación de Soros se encuentran el Centro Lindesmith y la Drug Policy Foundation. Soros donó $1,4 millones a esfuerzos publicitarios para apoyar la Proposición 5 de California en 2008, una medida de votación fallida que habría expandido los programas de rehabilitación de drogas como alternativas a la prisión para personas condenadas por delitos no violentos relacionados con las drogas.
En octubre de 2010, Soros donó $1 millón para apoyar la Proposición 19 de California.
Según los comentarios en una entrevista en octubre de 2009, la opinión de Soros es que la marihuana es menos adictiva pero no apropiada para el uso de niños y estudiantes. Él mismo no ha consumido marihuana durante años.  Soros ha sido un importante financista de la Drug Policy Alliance, una organización que promueve la legalización del cannabis, con aproximadamente $5 millones en contribuciones anuales de una de sus fundaciones.

### Muerte y suicidio
El Proyecto sobre la muerte en América, activo desde 1994 hasta 2003, fue uno de los proyectos de la Open Society Institute, que buscaba "comprender y transformar la cultura y la experiencia de la muerte y el duelo". En 1994, Soros entregó un relato en el que informó que se había ofrecido a ayudar a su madre, miembro de la organización de defensa del derecho a morir Hemlock Society, a suicidarse. En el mismo relato, también respaldó la Ley de Muerte con Dignidad de Oregón, procediendo a ayudar a financiar su campaña publicitaria.

## Teorías de conspiración
La filantropía y el apoyo de Soros a las causas progresistas lo ha convertido en objeto de un gran número de teorías conspirativas, la mayoría de ellas originadas en la derecha política. Veronika Bondarenko, que escribe para Business Insider, dijo que "durante dos décadas, algunos han visto a Soros como una especie de titiritero que controla secretamente la economía y la política global". El New York Times describe las acusaciones como "moverse desde los rincones oscuros" de Internet y la radio "al centro mismo del debate político" para 2018.

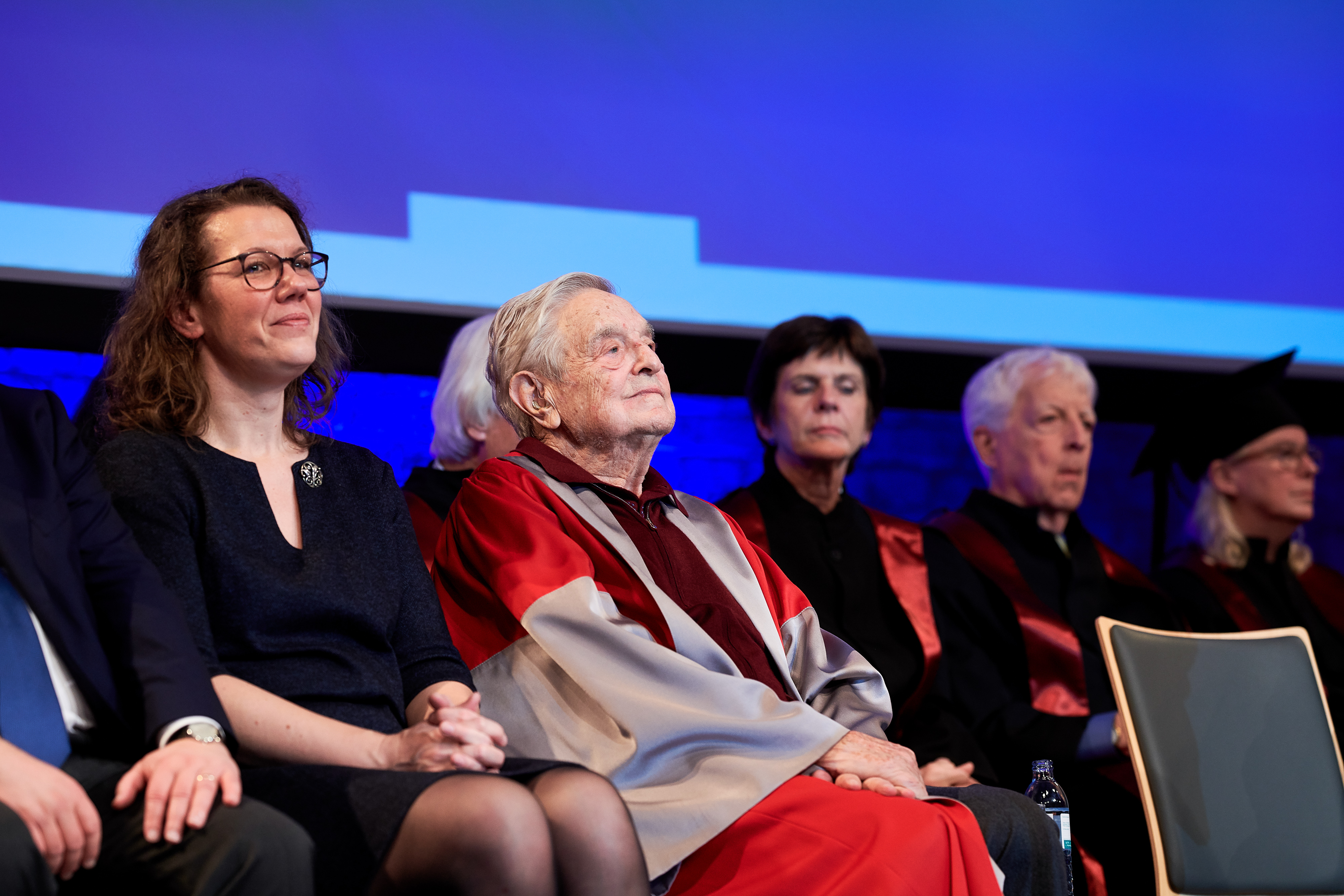
George Soros e Iris Rauskala en la inauguración del campus de Viena de la Universidad Centroeuropea en 2019.

Soros se ha convertido en un imán para tales teorías, y sus oponentes afirman que él está detrás de eventos tan diversos como la Marcha de las Mujeres de 2017, el sitio web de verificación de hechos Snopes, el activismo por el control de armas en el que participan los sobrevivientes del tiroteo en la escuela secundaria Stoneman Douglas las caravanas de inmigrantes de octubre de 2018 y las protestas contra el entonces candidato a la Corte Suprema Brett Kavanaugh. El presidente Donald Trump en un tuit también afirmó que Soros estaba respaldando las protestas contra la nominación de Kavanaugh.
Los conservadores retomaron el hilo a fines de la década de 2000, encabezados por Fox News. Bill O'Reilly dio un monólogo de casi diez minutos sobre Soros en 2007, llamándolo "extremista" y alegando que era "peligroso fuera de lo común". Breitbart News, según el periodista del London Times David Aaronovitch, ha publicado regularmente artículos en los que culpa a Soros de cualquier cosa que ellos desaprueben.
La oposición de Soros al Brexit (en el Reino Unido) llevó a una portada en el periódico británico, The Daily Telegraph en febrero de 2018, que fue acusada de antisemitismo por afirmar que estaba involucrado en un supuesto "complot secreto" para el país para con los votantes para revertir su decisión de abandonar la Unión Europea. Si bien The Daily Telegraph no mencionó que Soros es judío, su oposición a que Gran Bretaña abandone la Unión Europea se había informado en otros lugares en términos menos conspirativos. Stephen Pollard, editor de The Jewish Chronicle, dijo en Twitter: "El punto es que el idioma importa mucho y este es exactamente el idioma que utilizan los antisemitas aquí y en el extranjero". En octubre de 2019, el líder de la Cámara de los Comunes, Jacob Rees-Mogg, acusó a Soros de ser el "financiador en jefe" de la campaña Remain y, posteriormente, fue acusado de antisemitismo por los parlamentarios de la oposición.
Después de ser destituido de su cargo a raíz del escándalo de los Papeles de Panamá de 2016, el primer ministro islandés Sigmundur Davíð Gunnlaugsson acusó a Soros de haber financiado una conspiración para sacarlo del poder. Más tarde se señaló que el propio Soros también había estado implicado en los Papeles de Panamá, lo que puso en duda la teoría del primer ministro.
Figuras de derecha como Alex Jones, Donald Trump Jr., James Woods, Dinesh D'Souza, Louie Gohmert y Larry Klayman han difundido una falsa teoría de la conspiración, que ha sido descrita como antisemita, de que Soros era un colaborador nazi que entregaba a otros judíos para robarles sus propiedades.
En octubre de 2018, Soros fue acusado de financiar una caravana de migrantes centroamericanos que se dirigía hacia Estados Unidos. Sin embargo, la teoría de que Soros estaba causando de alguna manera la migración centroamericana en la frontera sur de Estados Unidos aparentemente se remonta a fines de marzo de 2018. Se ha descrito que la tensión de la teoría de octubre de 2018 combina el antisemitismo, el sentimiento antiinmigrante y "el espectro de poderosos agentes extranjeros que controlan los principales eventos mundiales en pos de una agenda oculta", conectando a Soros y otras personas adineradas de fe judía o antecedentes con la caravana de octubre. Tanto César Sayoc, el autor de los intentos de atentado con bombas de octubre de 2018 contra destacados demócratas, como Robert Bowers, el autor del tiroteo en la sinagoga de Pittsburgh, se refirieron a esta teoría de la conspiración en las redes sociales antes de sus crímenes.

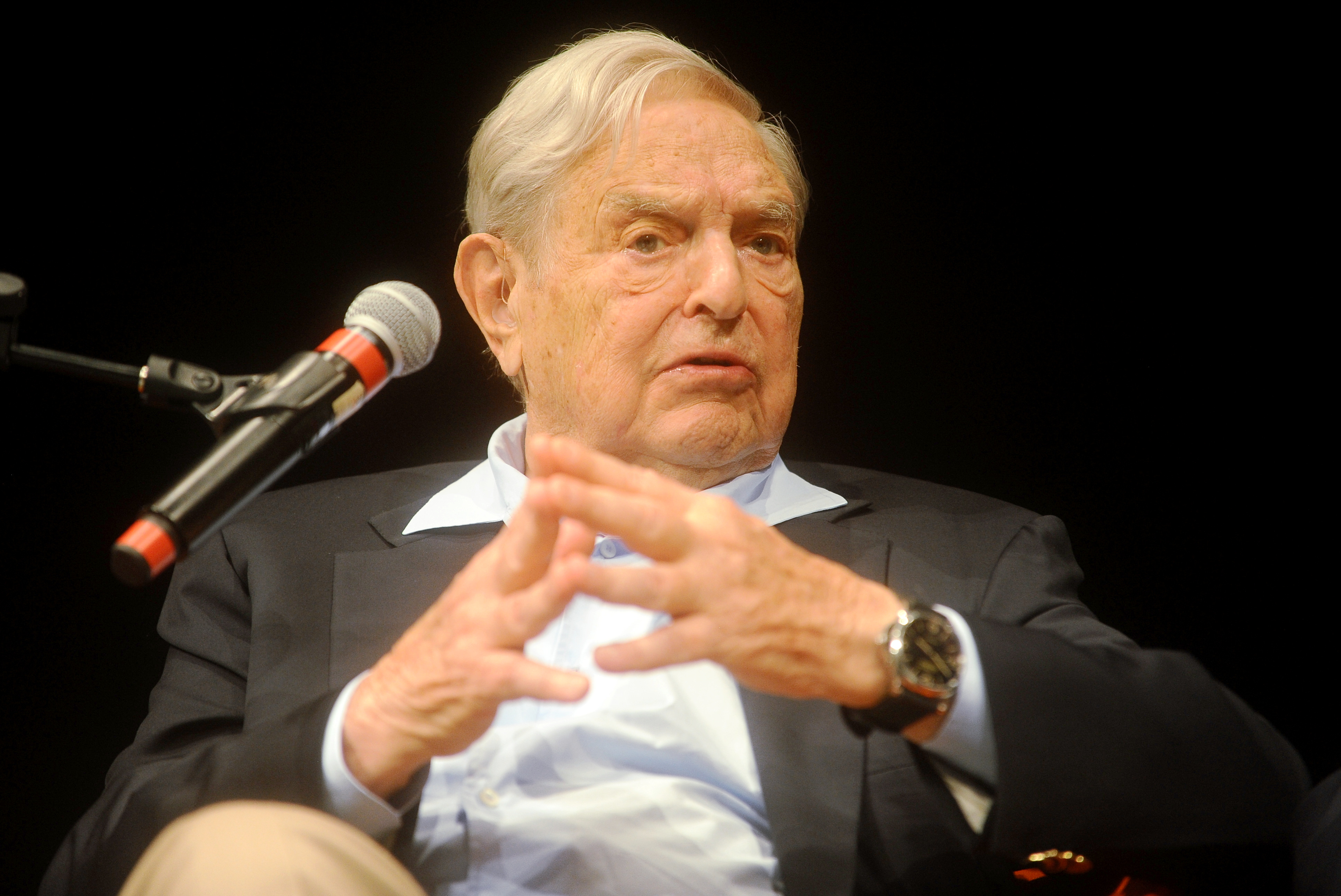
George Soros en un discurso en 2018.

En noviembre de 2018, el presidente turco, Recep Tayyip Erdoğan, denunció a Soros mientras hablaba de las purgas políticas de Turquía, diciendo: "La persona que financió a los terroristas durante los incidentes de Gezi ya está en prisión. ¿Y quién está detrás de él? El famoso judío húngaro Soros. Este es un hombre que asigna gente para dividir naciones y destruirlas".
En noviembre de 2019, el abogado Joseph diGenova afirmó en Fox News que Soros "controla una gran parte de la carrera del servicio exterior de los Estados Unidos. El Departamento de Estado "y" también controla las actividades de los agentes del FBI en el extranjero que trabajan para las ONG; trabajan con las ONG. Eso fue muy evidente en Ucrania". La Open Society Foundation de Soros describió las afirmaciones de diGenova como "más allá de la fealdad retórica, más allá de la ficción, más allá de lo ridículo" y solicitó que Fox News proporcionara una retractación en el aire de las afirmaciones de diGenova y dejara de proporcionarle una plataforma a diGenova. Aunque la red nunca anunció públicamente que lo había prohibido, diGenova nunca más apareció en Fox después del incidente. En septiembre de 2020, diGenova sugirió que Fox News también está controlado por Soros.
Un estudio de Zignal Labs encontró que las afirmaciones infundadas de participación de Soros eran uno de los tres temas dominantes en las teorías de la desinformación y de conspiración en torno a las protestas por la muerte de George Floyd de 2020, junto con las afirmaciones de que la muerte de Floyd había sido falsa y las afirmaciones verdaderas de participación de grupos Antifa. La Liga Anti-Difamación calculó que más de cuatro días después de la muerte de Floyd, los mensajes negativos de Twitter sobre Soros aumentaron de unos 20.000 por día a unos 500.000 por día.
En julio de 2020, el presidente de Azerbaiyán, Ilham Aliyev, después de los enfrentamientos fronterizos con Armenia, declaró que la revolución armenia de 2018 era "otra provocación de Soros y su séquito", y llamó al gobierno del primer ministro armenio Nikol Pashinyan los "agentes de la Fundación Soros", señalando la ayuda relacionada con la pandemia del COVID-19 a Armenia por parte de la Fundación Soros. Aliyev agregó que "no había rastros de la Fundación Soros en Azerbaiyán", porque les había "cortado las piernas" porque estaban "envenenando las mentes de los jóvenes", volviéndolos "contra su estado". En octubre de 2020, durante el apogeo de la Segunda guerra de Nagorno-Karabaj, Aliyev calificó las actividades de Soros como un "movimiento destructivo y colonial". También agregó que Soros "llegó al poder en Armenia hoy, pero fracasará".

## Intento de asesinato
Se colocó una bomba casera en el buzón de correo de la casa de Soros en Katonah, Nueva York, el 22 de octubre de 2018, como parte de los intentos de bombas por correo en los Estados Unidos en octubre de 2018. El paquete fue descubierto por un cuidador, quien lo retiró y notificó a las autoridades. Fue fotografiado y explotado por el FBI, que inició una investigación. Durante varios días después, se enviaron por correo bombas similares a Hillary Clinton, Barack Obama y otros demócratas y liberales.
El 26 de octubre de 2018, César Sayoc fue arrestado en Aventura, Florida, bajo sospecha de enviar las bombas por correo. En agosto de 2019, Sayoc fue sentenciado a 20 años de prisión por enviar 16 bombas de tubo a 13 víctimas. Ninguno de los dispositivos había explotado.

## Puntos de vista políticos y económicos

### Reflexividad, mercados financieros y teoría económica
Los escritos de Soros se centran en gran medida en el concepto de reflexividad, donde los sesgos de los individuos entran en las transacciones de mercado, cambiando potencialmente los fundamentos de la economía. Soros sostiene que se aplican diferentes principios en los mercados dependiendo de si están en un estado "cercano al equilibrio" o "lejos del equilibrio". Argumenta que, cuando los mercados suben o bajan rápidamente, suelen estar marcados por el desequilibrio más que por el equilibrio, y que la teoría económica convencional del mercado (la "hipótesis del mercado eficiente") no se aplica en estas situaciones. Soros ha popularizado los conceptos de desequilibrio dinámico, desequilibrio estático y condiciones cercanas al equilibrio. Ha dicho que su propio éxito financiero se debe a la ventaja otorgada por su comprensión de la acción del efecto reflexivo. La reflexividad se basa en tres ideas principales:
1. La reflexividad se observa mejor en condiciones especiales en las que el sesgo del inversor crece y se extiende por todo el ámbito de la inversión. Ejemplos de factores que pueden dar lugar a este sesgo incluyen (a) el apalancamiento de acciones o (b) los hábitos de seguimiento de tendencias de los especuladores.
2. La reflexividad aparece de forma intermitente, ya que es más probable que se revele en determinadas condiciones; es decir, el carácter del proceso de equilibrio se considera mejor en términos de probabilidades.
3. La observación y participación de los inversores en los mercados de capitales puede influir en ocasiones en las valoraciones y las condiciones o resultados fundamentales. Un ejemplo reciente de reflexividad en los mercados financieros modernos es el de la deuda y las acciones de los mercados de la vivienda.[53] Los prestamistas comenzaron a poner más dinero a disposición de más personas en la década de 1990 para comprar casas. Más personas compraron casas con esta mayor cantidad de dinero, aumentando así los precios de estas casas. Los prestamistas observaron sus balances generales que no solo mostraban que habían hecho más préstamos, sino que las garantías que respaldaban los préstamos, el valor de las casas, habían aumentado (porque más dinero perseguía la misma cantidad de viviendas, relativamente). Por tanto, prestaron más dinero porque sus balances se veían bien y los precios subieron aún más.

Esto fue amplificado aún más por las políticas públicas. En Estados Unidos, los préstamos hipotecarios estaban garantizados por el gobierno federal. Muchos gobiernos nacionales vieron la propiedad de una vivienda como un resultado positivo y, por lo tanto, introdujeron subvenciones para los compradores de vivienda por primera vez y otros subsidios financieros, como la exención de una residencia principal de los impuestos sobre las ganancias de capital. Estos alentaron aún más la compra de viviendas, lo que provocó nuevas subidas de precios y una mayor relajación de los estándares de crédito.
El concepto de reflexividad intenta explicar por qué los mercados que se mueven de un estado de equilibrio a otro tienden a sobrepasarse o no. Las teorías de Soros fueron originalmente descartadas por los economistas, pero han recibido más atención después del colapso de 2008, incluso convirtiéndose en el foco de un número del Journal of Economic Methodology.
La noción de reflexividad proporciona una explicación de las teorías de la economía de la complejidad, desarrolladas en el Instituto Santa Fe, aunque Soros no había publicado sus puntos de vista en el momento en que la disciplina se desarrolló originalmente allí en la década de 1980.

### Reflexividad en política
Aunque la principal manifestación del proceso reflexivo que analiza Soros son sus efectos en los mercados financieros, también ha explorado sus efectos en la política. Ha dicho que mientras que las mayores amenazas a la "sociedad abierta" en el pasado fueron el comunismo y el fascismo (como lo discutió su mentor Karl Popper en La sociedad abierta y sus enemigos), la mayor amenaza actual es el fundamentalismo del mercado.
Ha sugerido que la dominación contemporánea de la política mundial y el comercio mundial por parte de Estados Unidos es un fenómeno reflexivo, en la medida en que el éxito de la coerción militar y financiera se retroalimenta para alentar aplicaciones cada vez más intensas de las mismas políticas hasta el punto en que finalmente se convertirán en insostenible.

### Visión de los problemas del sistema de libre mercado
Soros sostiene que el sistema actual de especulación financiera socava el desarrollo económico saludable en muchos países subdesarrollados. Él culpa a muchos de los problemas del mundo a las fallas inherentes a lo que él caracteriza como fundamentalismo de mercado.

#### Predicciones de mercado
El libro de Soros The New Paradigm for Financial Markets (mayo de 2008), describe una "superburbuja" que se había acumulado durante los últimos 25 años y estaba a punto de colapsar. Este fue el tercero de una serie de libros que ha escrito que han predicho desastres. Como él dice:

Tengo un registro de lobo llorando ... Lo hice primero en The Alchemy of Finance (en 1987), luego en The Crisis of Global Capitalism (en 1998), y ahora en este libro. Entonces son tres libros que predicen desastres. [Después] el niño gritó lobo tres veces ... el lobo realmente vino.

Él atribuye su propio éxito a ser capaz de reconocer cuándo sus predicciones son incorrectas.

Solo soy rico porque sé cuando me equivoco ... Básicamente he sobrevivido reconociendo mis errores. Muy a menudo solía tener dolores de espalda debido al hecho de que estaba equivocado. Siempre que te equivoques tienes que luchar o [emprender] huida. Cuando [yo] tomo la decisión, el dolor de espalda desaparece.

En febrero de 2009, Soros dijo que el sistema financiero mundial se había desintegrado de hecho, y agregó que no había perspectivas de una resolución a corto plazo de la crisis. "Fuimos testigos del colapso del sistema financiero ... Se colocó en soporte vital, y todavía está en soporte vital. No hay señales de que estemos cerca de un fondo".
En enero de 2016, en un foro económico en Sri Lanka, Soros predijo una crisis financiera similar a la de 2008 basándose en el estado de los mercados mundiales de divisas, valores y productos básicos, así como en la caída del yuan chino.

### Puntos de vista sobre el antisemitismo e Israel
Cuando se le preguntó qué pensaba de Israel en The New Yorker, Soros respondió: "No niego a los judíos el derecho a una existencia nacional, pero no quiero tener nada que ver con eso". Según los correos electrónicos pirateados publicados en 2016, la Open Society Foundation de Soros tiene el objetivo autodescrito de "desafiar las políticas racistas y antidemocráticas de Israel" en foros internacionales, en parte cuestionando la reputación de Israel como democracia. Ha financiado ONG que han criticado activamente las políticas israelíes, incluidos grupos que hacen campaña por el movimiento de Boicot, Desinversión y Sanciones contra Israel.

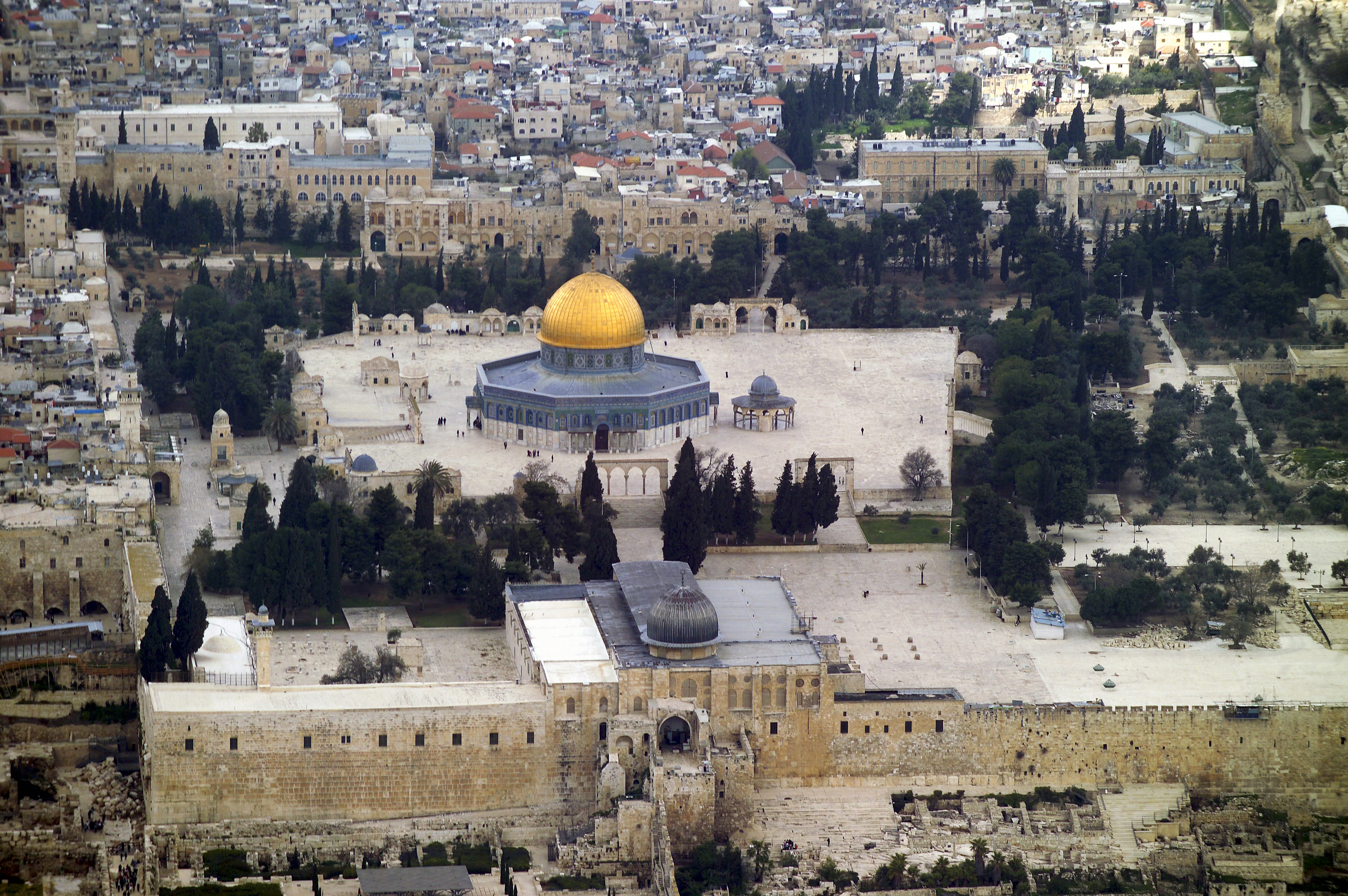
Soros apoya la creación de un estado judío pero critica las políticas del Israel de hoy, prefiriendo las de Isaac Rabin.

Hablando antes de una conferencia de 2003 de Jewish Funders Network, Soros dijo que las administraciones de George W. Bush en Estados Unidos y Ariel Sharon en Israel, e incluso las consecuencias no deseadas de algunas de sus propias acciones, estaban contribuyendo parcialmente a un nuevo antisemitismo europeo. Soros, citando acusaciones de que él era uno de los "financieros judíos" que, en términos antisemitas, "gobernaba el mundo por poder", sugirió que si cambiamos la dirección de esas políticas, entonces el antisemitismo también disminuirá. Abraham Foxman, director nacional de la Liga Anti-Difamación, dijo más tarde que los comentarios de Soros tenían una visión simplista, eran contraproducentes, sesgados y una percepción intolerante de lo que había ahí fuera, y "culpaban a la víctima" cuando responsabilizaban a los judíos por el antisemitismo. El filántropo judío Michael Steinhardt, quien organizó la aparición de Soros en la conferencia, aclaró: "George Soros no cree que los judíos deban ser odiados más de lo que merecen ser". Soros también ha dicho que los judíos pueden superar el antisemitismo "yendo sobre la tribalidad".
En un artículo posterior para The New York Review of Books, Soros enfatizó que:

No me suscribo a los mitos propagados por los enemigos de Israel y no culpo a los judíos por el antisemitismo. El antisemitismo es anterior al nacimiento de Israel. Ni las políticas de Israel ni los críticos de esas políticas deben ser responsabilizados por el antisemitismo. Al mismo tiempo, creo que las actitudes hacia Israel están influenciadas por las políticas de Israel, y las actitudes hacia la comunidad judía están influenciadas por el éxito del lobby pro-Israel en la supresión de puntos de vista divergentes.

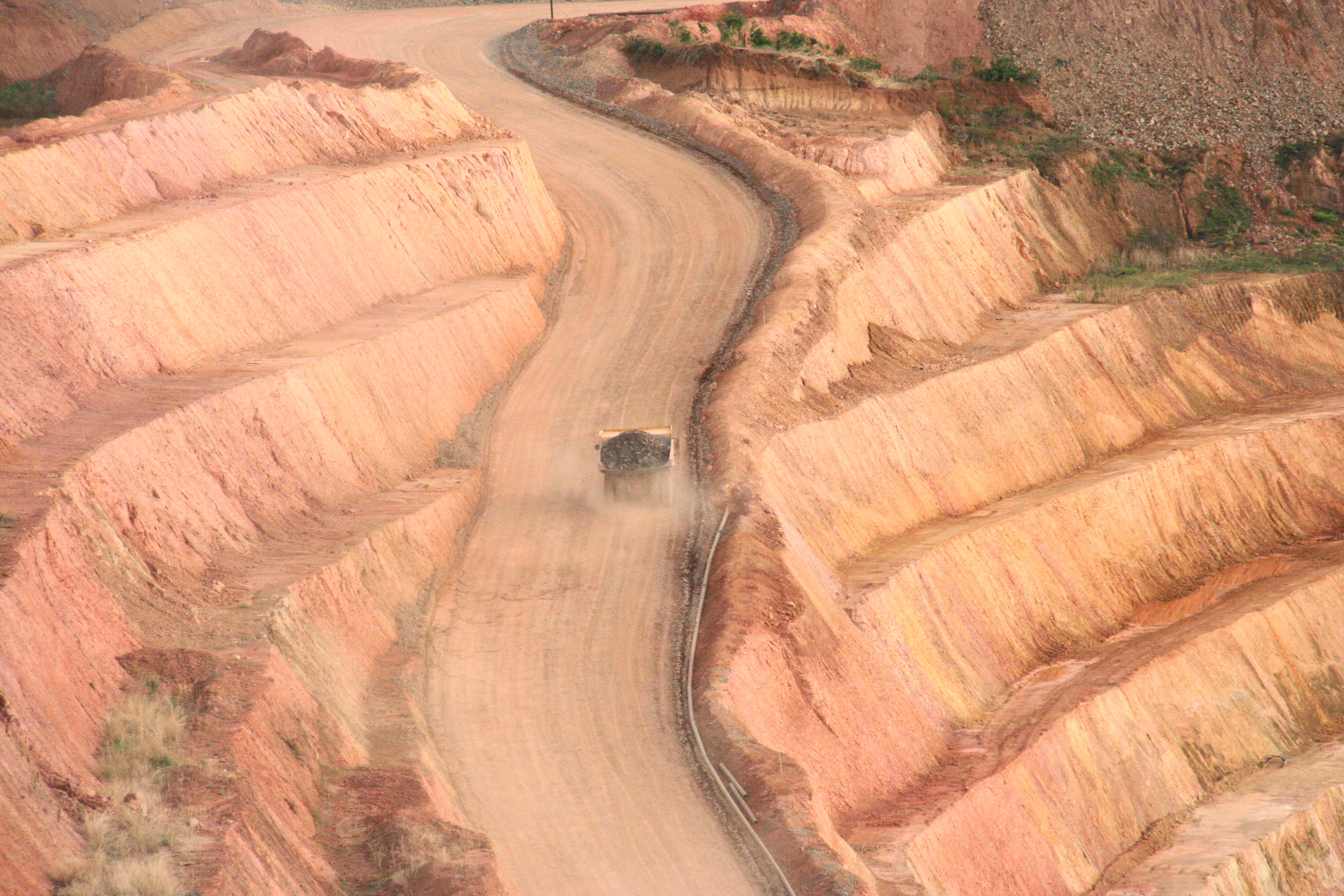
En 2017, Beny Steinmetz demandó a George Soros por supuestamente influir en el gobierno de Guinea para congelar a su empresa en contratos de extracción de minerales.

En 2017, el empresario israelí Beny Steinmetz presentó una demanda de 10 millones de dólares contra Soros, alegando que Soros había influido en el gobierno de Guinea para congelar a la empresa de Steinmetz BSG Resources de los contratos de extracción de mineral de hierro en el país africano debido a "una larga animosidad hacia la Estado de Israel". Steinmetz afirma que Soros participó en una campaña de "difamación" contra él y sus empresas y culpa a Soros por el escrutinio de él por parte de las autoridades estadounidenses, israelíes, suizas y guineanas. Soros calificó la demanda de Steinmetz de "frívola y totalmente falsa" y dijo que era "un truco desesperado de relaciones públicas destinado a desviar la atención de los crecientes problemas legales de BSGR en múltiples jurisdicciones".
Durante una ceremonia de premiación para Imre Kertész, Soros dijo que las víctimas de violencia y abuso se estaban convirtiendo en "perpetradores de violencia", sugiriendo que este modelo explicaba el comportamiento de Israel hacia los palestinos, lo que llevó a huelgas y abucheos contra Soros.
En julio de 2017, una campaña de vallas publicitarias húngara respaldada por el primer ministro Viktor Orbán, que fue considerado antisemita por los grupos judíos del país, denigró a Soros como enemigo del estado, utilizando el lema "No permitamos que Soros tenga la última palabra y reír". Se calculó que la campaña costó 5,700 millones de florines (entonces, 21 millones de dólares). Según el embajador israelí, la campaña "evoca recuerdos tristes pero también siembra odio y miedo", una referencia al papel de Hungría en la deportación de 500,000 judíos durante el Holocausto. Lydia Gall de Human Rights Watch afirmó que era una reminiscencia de los carteles nazis durante la Segunda Guerra Mundial con "'el judío que se ríe'". Orbán y el representante de su gobierno dijeron que tenían una "tolerancia cero" con el antisemitismo y explicaron que los carteles tenían como objetivo persuadir a los votantes de que Soros era un "riesgo para la seguridad nacional".
Horas más tarde, en un aparente intento de aliar a Israel con Hungría, el Ministerio de Relaciones Exteriores de Israel emitió una "aclaración", denunciando a Soros, afirmando que "socava continuamente a los gobiernos elegidos democráticamente de Israel al financiar organizaciones que difaman al Estado judío y buscan negarle el derecho a defenderse".
El hijo de Soros, Alexander, dijo en una entrevista que su padre se preocupa por Israel y que "le gustaría ver a Israel en la imagen de Isaac Rabin. Sus puntos de vista son más o menos los puntos de vista comunes en Meretz y en el Partido Laborista". Según Alexander, Soros apoya una solución de dos estados. El joven Soros cuenta que después de su Benei Mitzvá en 1998, su padre le dijo: "Si te tomas en serio el hecho de ser judío, quizás quieras considerar la posibilidad de emigrar a Israel".

### Opiniones sobre los Estados Unidos
El 11 de noviembre de 2003, en una entrevista con The Washington Post, Soros dijo que la destitución del presidente George W. Bush era el "foco central de mi vida" y "una cuestión de vida o muerte". Dijo que sacrificaría toda su fortuna para derrotar a Bush "si alguien se lo garantizaba". Soros donó $3 millones al Center for American Progress, $2,5 millones a MoveOn.org y $20 millones a America Coming Together. Estos grupos trabajaron para apoyar a los demócratas en las elecciones de 2004. El 28 de septiembre de 2004, dedicó más dinero a la campaña e inició su propia gira multiestatal con un discurso, "Por qué no debemos reelegir al presidente Bush", pronunciado en el National Press Club en Washington D. C.. La transcripción en línea de este discurso recibió muchas visitas después de que Dick Cheney se refiriera accidentalmente a FactCheck.org como "factcheck.com" en el debate vicepresidencial, lo que provocó que el propietario de ese dominio redirigiera todo el tráfico al sitio de Soros.
Su libro de 2003, "La burbuja de la supremacía estadounidense", fue una crítica directa de la "Guerra contra el terrorismo" de la administración Bush como errónea y contraproducente, y una polémica contra la reelección de Bush. Explica el título del capítulo final señalando los paralelismos en este contexto político con los procesos reflexivos que se refuerzan a sí mismos y que generan burbujas en los precios de las acciones.
Cuando se le preguntó a Soros en 2006 sobre su declaración en la era de la falibilidad de que "el principal obstáculo para un orden mundial estable y justo son los Estados Unidos", respondió que "coincide con la opinión predominante en el mundo". "Creo que eso es bastante impactante para los estadounidenses. Estados Unidos establece la agenda para el mundo. Y el resto del mundo tiene que responder a esa agenda. Al declarar una 'guerra contra el terrorismo' después del 11 de septiembre, establecimos la agenda equivocada para el mundo ... Cuando haces la guerra, inevitablemente creas víctimas inocentes".
En 2017, Soros describió a Donald Trump como un estafador y predijo que Trump fracasaría porque creía que las ideas de Trump eran contradictorias en sí mismas.

### Opiniones sobre Europa
En octubre de 2011, Soros redactó una carta abierta titulada "Como europeos interesados, instamos a los líderes de la zona euro a unirse", en la que pide un gobierno económico más fuerte para Europa utilizando medios federales (tesorería común de la UE, supervisión fiscal común, etc. ) y advierte del peligro de soluciones nacionalistas a la crisis económica. La carta fue firmada conjuntamente por Javier Solana, Daniel Cohn-Bendit, Andrew Duff, Emma Bonino, Massimo D'Alema y Vaira Vīķe-Freiberga.
Soros criticó al primer ministro húngaro Viktor Orbán y su manejo de la crisis migratoria europea en 2015: "Su plan trata la protección de las fronteras nacionales como el objetivo y los refugiados como un obstáculo. Nuestro plan trata la protección de los refugiados como el objetivo y las fronteras nacionales como el obstáculo".

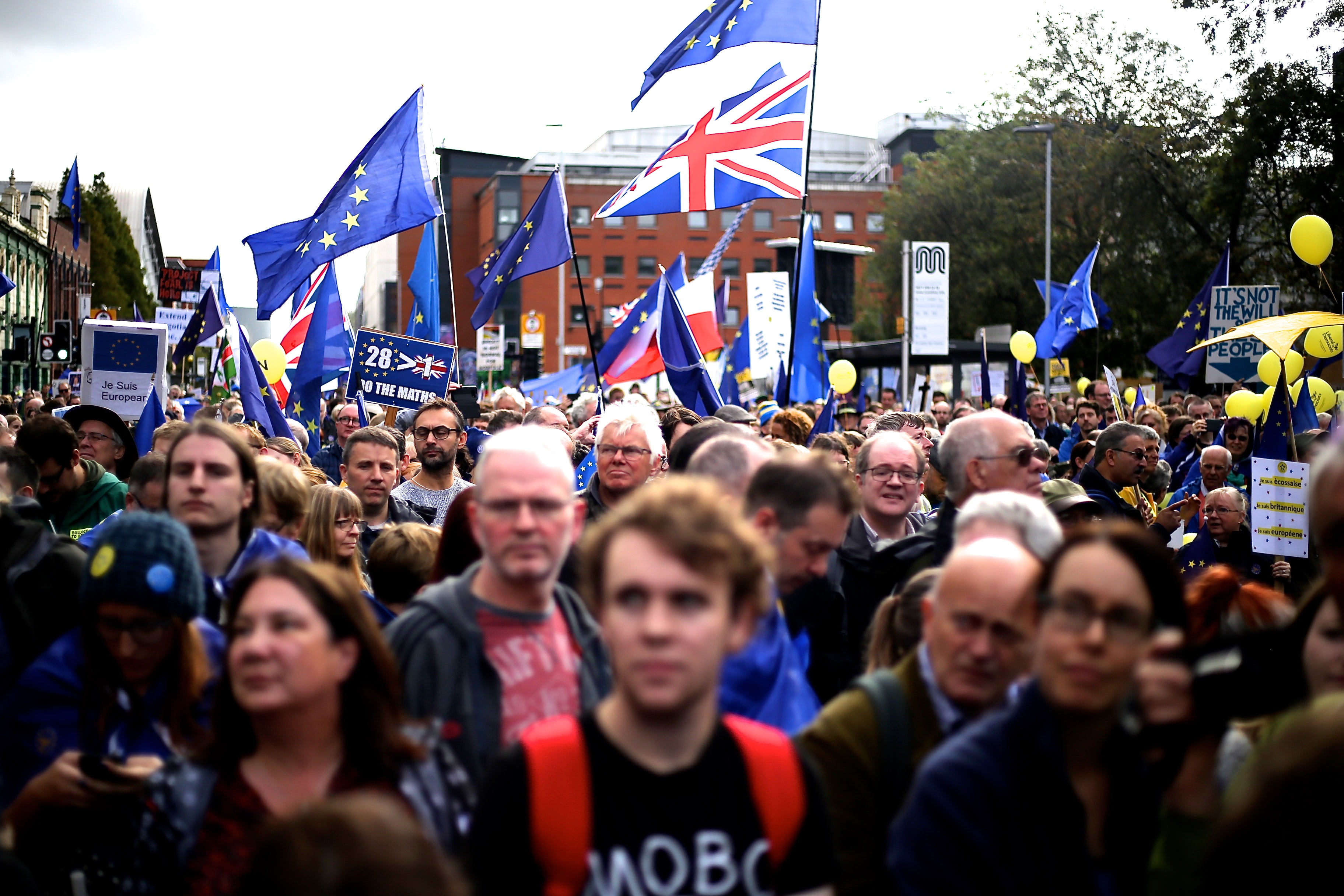
Soros es un férreo opositor al Brexit.

Soros esperaba que el Brexit fracasara y que la primera ministra Theresa May duraría poco tiempo. Soros se opone al Brexit y donó £400,000 al grupo anti-Brexit 'Best for Britain'. Soros también organizó una cena para donantes conservadores en su casa de Londres para animarlos a seguir su ejemplo. Las Open Society Foundations de Soros también donaron un total de £303.000 a dos organizaciones pro-UE, el Movimiento Europeo Reino Unido y Científicos de la UE, y un grupo de expertos de centro derecha, Bright Blue.
En 2018, Soros destacó que Europa se enfrenta a importantes desafíos relacionados con la inmigración, la austeridad y las naciones que abandonan la UE. Sostiene que Europa se enfrenta a una crisis existencial, en vista del auge del populismo, la crisis de los refugiados y una brecha creciente entre Europa y Estados Unidos. Soros también ha afirmado que "el euro tiene muchos problemas sin resolver" que "no se debe permitir que destruyan la Unión Europea". Abogó por reemplazar la noción de una Europa de múltiples velocidades por el objetivo de una "Europa de múltiples vías" que permitiría a los Estados miembros una variedad más amplia de opciones.

### Puntos de vista sobre las relaciones entre Europa y África
En vista de la posibilidad de un aumento adicional del número de refugiados de África a Europa, Soros propone que la Unión Europea elabore un "Plan Marshall para África" (ver Plan Marshall), fomentando la educación y el empleo en África con el fin de reducir la emigración.

### Opiniones sobre China

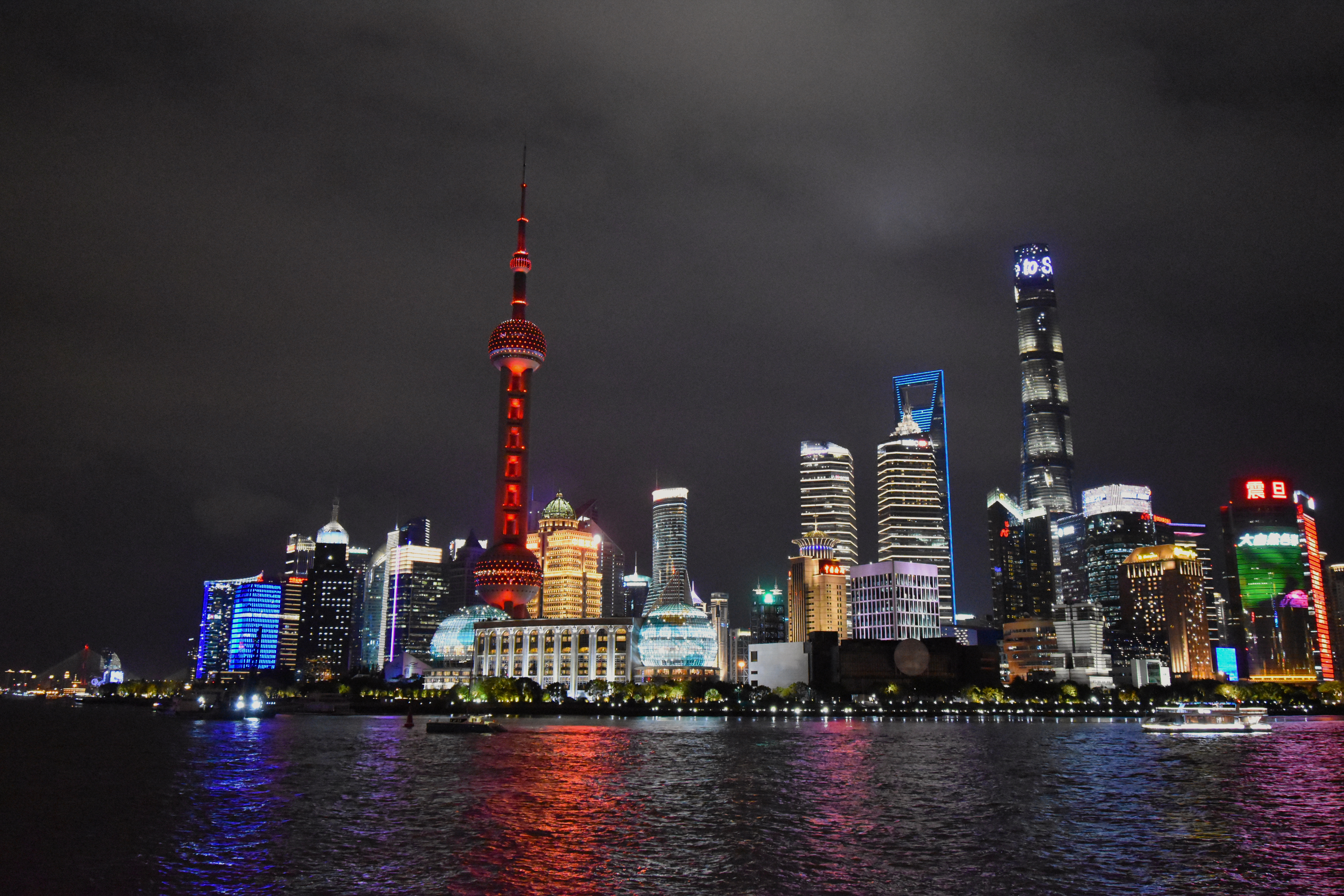
Soros considera que "China ahora tiene que aceptar la responsabilidad por el orden mundial y también los intereses de otras personas".

Soros ha expresado su preocupación por el crecimiento del poder económico y político chino, diciendo: "China ha crecido muy rápidamente al buscar sus propios intereses ... Ahora tienen que aceptar la responsabilidad por el orden mundial y también los intereses de otras personas". Con respecto al estancamiento político en Estados Unidos, dijo: "Hoy, China no solo tiene una economía más vigorosa, sino en realidad un gobierno que funciona mejor que el de Estados Unidos". En julio de 2015, Soros declaró que una "asociación estratégica entre Estados Unidos y China podría evitar la evolución de dos bloques de poder que pueden verse arrastrados a un conflicto militar". En enero de 2016, durante una entrevista en el Foro Económico Mundial (FEM) en Davos, Soros afirmó que "[un] aterrizaje forzoso es prácticamente inevitable". Los medios estatales chinos respondieron afirmando que "el desafío de Soros al RMB y al dólar de Hong Kong está condenado al fracaso, sin ninguna duda".
En enero de 2019, Soros utilizó su discurso anual en el Foro Económico Mundial, en Davos, para etiquetar a Xi Jinping, secretario general del Partido Comunista de China y presidente de China, como el "oponente más peligroso de las sociedades abiertas", diciendo: "China no es el único régimen autoritario del mundo, pero es el más rico, fuerte y tecnológicamente más avanzado". También instó a los Estados Unidos a no permitir que las empresas de tecnología chinas Huawei y ZTE dominen el mercado de las telecomunicaciones 5G, ya que esto presentaría un "riesgo de seguridad inaceptable para el resto del mundo". Soros también criticó la forma más nueva del sistema de vigilancia masiva similar al Gran Hermano de China llamado Sistema de Crédito Social, diciendo que le daría a Xi, "control total" sobre el pueblo de China.

### Opiniones sobre Rusia y Ucrania
En mayo de 2014, Soros le dijo a Fareed Zakaria de CNN: "Creé una fundación en Ucrania antes de que Ucrania se independizara de Rusia. Y la fundación ha estado funcionando desde entonces y ha jugado un papel importante en los eventos actuales".
En enero de 2015, Soros dijo que "Europa necesita despertar y reconocer que está siendo atacada por Rusia". También instó a los países occidentales a ampliar las sanciones económicas contra Rusia por su apoyo a los separatistas en el este de Ucrania.
En enero de 2015, Soros pidió a la Unión Europea que diera 50 000 millones de dólares de dinero de rescate a Ucrania.

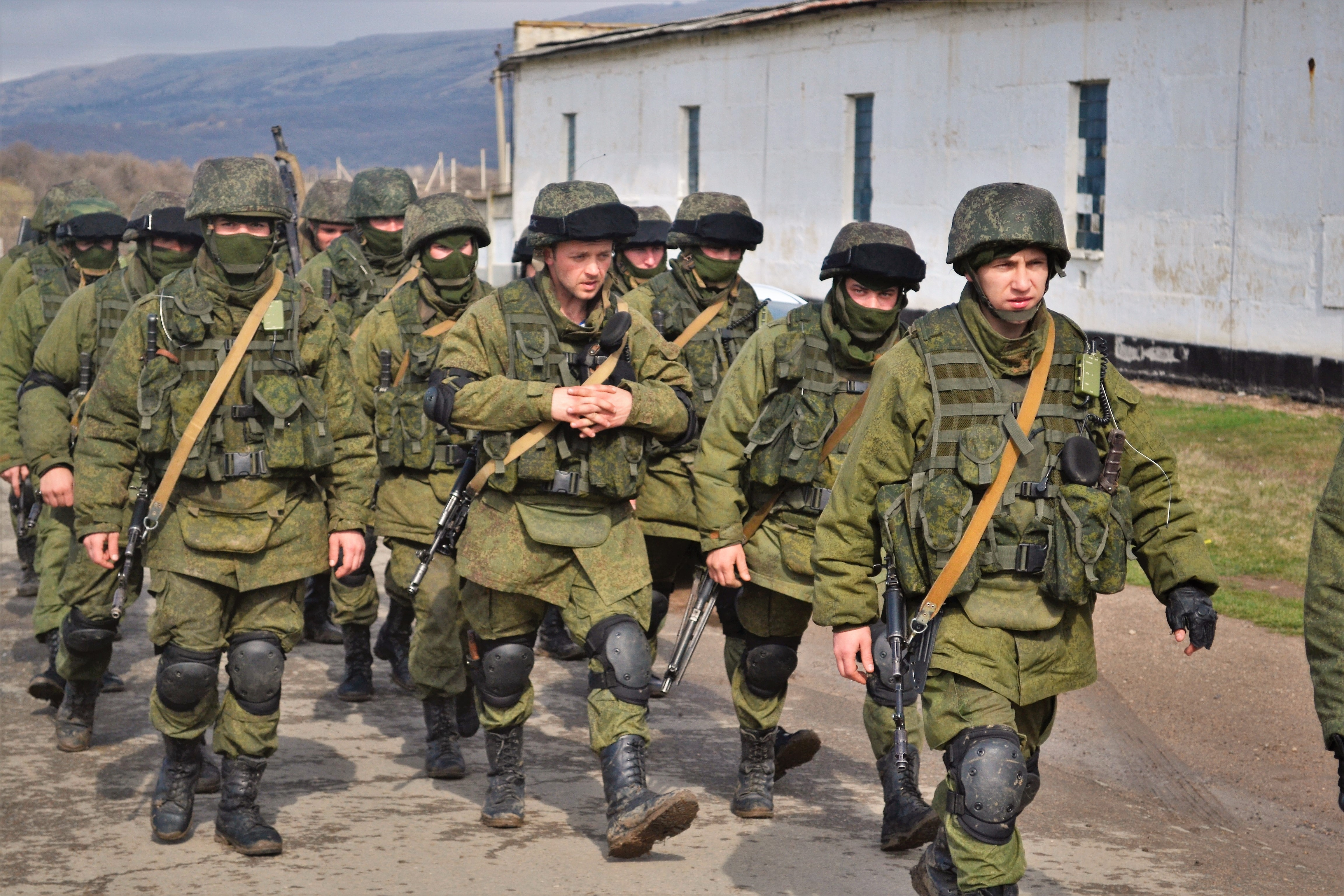
Soros ha apoyado a Ucrania desde antes de su independencia y considera que la anexión de Crimea fue un desafío al "orden mundial imperante".

En julio de 2015, Soros declaró que la anexión de Crimea por Putin era un desafío al "orden mundial imperante", específicamente a la Unión Europea. Hizo la hipótesis de que Putin quiere "desestabilizar a toda Ucrania precipitando un colapso financiero y político por el que puede renunciar a su responsabilidad, mientras evita la ocupación de una parte del este de Ucrania, que luego dependería de Rusia para el apoyo económico". En noviembre de 2015, Rusia prohibió las Open Society Foundations (OSF) y el Open Society Institute (OSI), dos organizaciones benéficas a favor de la democracia fundadas por Soros, afirmando que representaban una "amenaza para los cimientos del sistema constitucional de la Federación de Rusia y la seguridad del estado". En enero de 2016, 53 libros relacionados con el programa "Renovación de la educación humanitaria" de Soros fueron retirados en la Facultad de Economía y Minería de Vorkuta en la República de Komi, con 427 libros adicionales confiscados para triturarlos. Una carta intergubernamental rusa publicada en diciembre de 2015 declaró que las organizaciones benéficas de Soros estaban "formando una percepción pervertida de la historia y haciendo populares las directivas ideológicas, ajenas a la ideología rusa". La mayoría de estos libros se publicaron con fondos donados por organizaciones benéficas de Soros.

## Riqueza y filantropía
En marzo de 2020, la revista Forbes incluía a Soros como la persona número 162 más rica del mundo, con un patrimonio neto de 8300 millones de dólares. También ha donado el 64% de su fortuna original, lo que lo convierte en el donante más generoso (cuando se mide como porcentaje del patrimonio neto), y distribuyó más de $15 mil millones a través de Open Society Foundations (una red internacional de donaciones que apoya el avance de la justicia, la educación, salud pública y medios independientes).

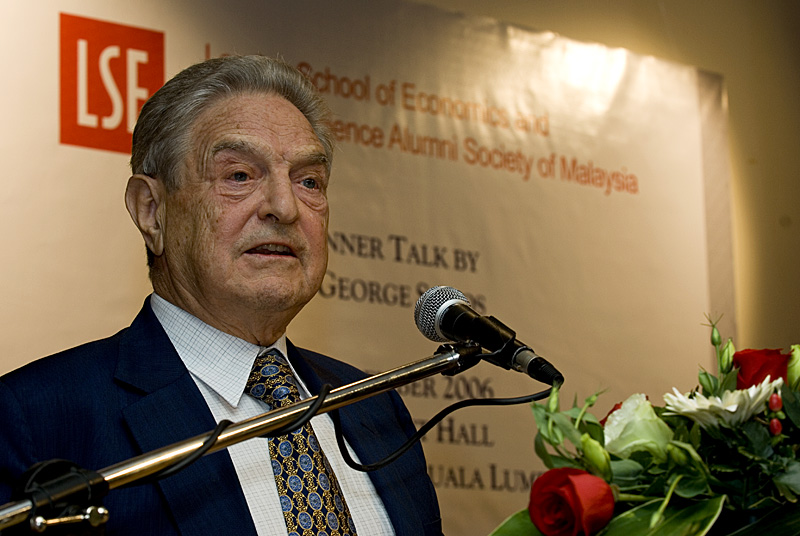
George Soros habla con la sociedad de exalumnos de la Escuela de Economía de Londres en Malasia.

Soros ha sido un filántropo activo desde la década de 1970, cuando comenzó a proporcionar fondos para ayudar a los estudiantes negros a asistir a la Universidad de Ciudad del Cabo durante el apartheid de Sudáfrica, y comenzó a financiar movimientos disidentes detrás del Telón de Acero.
La financiación filantrópica de Soros incluye esfuerzos para promover la democratización no violenta en los estados postsoviéticos. Estos esfuerzos, principalmente en Europa Central y del Este, ocurren principalmente a través de Open Society Foundations (originalmente Open Society Institute u OSI) y fundaciones nacionales de Soros, que a veces tienen otros nombres (como la Fundación Stefan Batory en Polonia). En 2003, PBS estimó que había donado un total de $4 mil millones. La OSI dice que ha gastado alrededor de $500 millones anuales en los últimos años.
En 2003, el expresidente de la Reserva Federal Paul Volcker escribió en el prólogo del libro de Soros La alquimia de las finanzas:

George Soros ha dejado su huella como un especulador de enorme éxito, lo suficientemente inteligente como para retirarse en gran medida cuando todavía está muy por delante del juego. La mayor parte de sus enormes ganancias se dedica ahora a alentar a las naciones en transición y emergentes a convertirse en "sociedades abiertas", abiertas no solo en el sentido de la libertad de comercio sino, lo que es más importante, tolerantes con nuevas ideas y diferentes modos de pensar y comportamiento.

La revista Time en 2007 citó dos proyectos específicos: $100 millones para infraestructura de Internet para universidades regionales rusas y $50 millones para la Promesa del Milenio para erradicar la pobreza extrema en África, y señaló que Soros había donado $742 millones a proyectos en los EE. UU. Y entregó un total de más de $7 mil millones.
Otros proyectos notables han incluido ayuda a científicos y universidades de Europa central y oriental, ayuda a civiles durante el sitio de Sarajevo y Transparencia Internacional. Soros también prometió una dotación de 420 millones de euros a la Universidad Centroeuropea (UC).

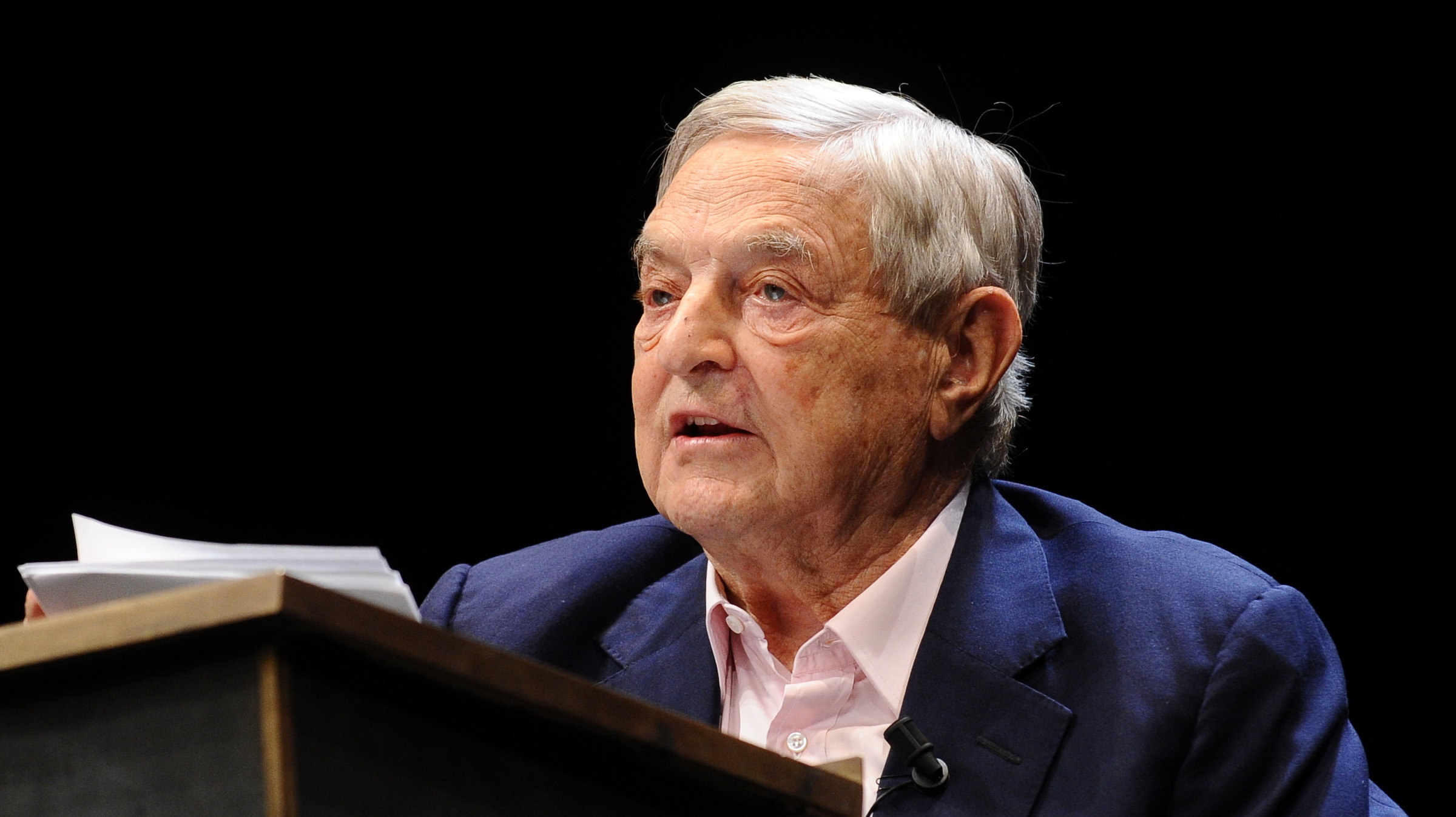
Soros participando en una conferencia de economía en Trento.

En septiembre de 2006, Soros prometió 50 millones de dólares para la Promesa del Milenio, dirigida por el economista Jeffrey Sachs, para proporcionar ayuda educativa, agrícola y médica para ayudar a las aldeas de África que sufren la pobreza. El New York Times calificó este esfuerzo como un "cambio" para Soros, cuyo enfoque filantrópico había sido el fomento de la democracia y el buen gobierno, pero Soros señaló que la mayor parte de la pobreza era el resultado de un mal gobierno.
Soros jugó un papel en la transición pacífica del comunismo a la democracia en Hungría (1984-1989) y proporcionó una donación sustancial a la Universidad Centroeuropea en Budapest. Open Society Foundations tiene programas activos en más de 60 países de todo el mundo con gastos totales que actualmente promedian aproximadamente $600 millones al año.
El 17 de octubre de 2017, se anunció que Soros había transferido $18 mil millones a Open Society Foundations.
En octubre de 2018, Soros donó $2 millones a la Fundación Wikimedia a través del programa Wikimedia Endowment.
En julio de 2020, las Fundaciones de Soros anunciaron planes para otorgar $220 millones en subvenciones para grupos de justicia racial, reforma de la justicia penal y participación cívica.

## Honores y premios
Soros recibió un doctorado honoris causa de la New School for Social Research (Nueva York), la Universidad de Oxford en 1980, la Universidad Corvinus de Budapest y la Universidad de Yale en 1991. Recibió un título honorario en economía de la Universidad de Bolonia en 1995.
En 2008, fue incluido en el Salón de la Fama de Gerentes de Fondos de Cobertura de Alpha de Inversores Institucionales junto con Alfred Jones, Bruce Kovner, David Swensen, Jack Nash, James Simons, Julian Roberston, Kenneth Griffin, Leon Levy, Louis Bacon, Michael Steinhardt, Paul Tudor Jones, Seth Klarman y Steven A. Cohen.
En enero de 2014, Soros ocupó el primer lugar en la lista de LCH Investments de los 20 principales administradores con ganancias de casi $42 mil millones desde el lanzamiento de su Quantum Endowment Fund en 1973.
En julio de 2017, Soros fue elegido miembro honorario de la Academia Británica (HonFBA), la academia nacional de humanidades y ciencias sociales del Reino Unido.
Soros fue la Persona del Año del Financial Times en 2018, y el FT lo describió como "un abanderado de la democracia liberal, una idea asediada por los populistas".
En abril de 2019, Soros recibió el Premio Ridenhour al coraje. En su discurso de aceptación, Soros dijo: "En mi Hungría natal, el gobierno de [el primer ministro] Viktor Orbán me ha convertido en el súper villano de un supuesto complot para destruir la supuesta identidad cristiana de la nación húngara ... Yo donaré el premio en metálico asociado con este premio para Hungarian Spectrum, una publicación en línea en inglés que ofrece actualizaciones diarias sobre la política húngara. Presta un importante servicio al exponer al mundo lo que el primer ministro Viktor Orbán le está diciendo a su propia gente. [Hungarian Spectrum] merece ser más conocido y apoyado".

## Publicaciones
George Soros ha escrito muchos libros, artículos y trabajos sobre economía, finanzas, comercio de acciones y geopolítica.

### Libros de autoría o coautoría
- La tragedia de la Unión Europea: ¿desintegración o resurgimiento? (PublicAffairs, 2014). ISBN 978-1-61039-421-5.
- Agitación financiera en Europa y Estados Unidos: Ensayos (PublicAffairs, 2012). ISBN 978-1-61039-161-0.
- Las conferencias de Soros en la Universidad Centroeuropea (PublicAffairs, 2010) ISBN 978-1-58648-885-7.
- El nuevo paradigma de los mercados financieros: la crisis crediticia de 2008 y lo que significa (PublicAffairs, 2008). ISBN 978-1-58648-683-9.
- La era de la falibilidad: consecuencias de la guerra contra el terrorismo (PublicAffairs, 2006) ISBN 978-1-58648-359-3.
- Suscripción de la democracia: fomento de la libre empresa y la reforma democrática entre los soviéticos y en Europa del Este (Free Press, 1991) ISBN 978-0-02-930285-9 (edición de bolsillo; PublicAffairs, 2004; ISBN 978-1-58648-227-5)
- George Soros sobre la globalización (PublicAffairs, 2002) ISBN 978-1-58648-125-4 (rústica; Asuntos Públicos, 2005; ISBN 978-1-58648-278-7)
- La burbuja de la supremacía estadounidense: corregir la maldad del poder estadounidense (PublicAffairs, 2003) ISBN 978-1-58648-217-6 (tapa blanda; PublicAffairs, 2004; ISBN 978-1-58648-292-3)
- Open Society: Reforma del capitalismo global (PublicAffairs, 2001) ISBN 978-1-58648-019-6.
- Con Mark Amadeus Notturno, La ciencia y la sociedad abierta: el futuro de la filosofía de Karl Popper (Central European University Press, 2000) ISBN 978-963-9116-69-6 (rústica: Central European University Press, 2000; ISBN 978-963- 9116-70-2)
- La crisis del capitalismo global: la sociedad abierta en peligro (PublicAffairs, 1998) ISBN 978-1-891620-27-0.
- Soros en Soros: mantenerse por delante de la curva (John Wiley, 1995) ISBN 978-0-471-12014-8 (tapa blanda; Wiley, 1995; ISBN 978-0-471-11977-7)
- Abriendo el sistema soviético (Weidenfeld & Nicolson, 1990) ISBN 978-0-297-82055-0 (rústica: Perseus Books, 1996; ISBN 978-0-8133-1205-7)
- La alquimia de las finanzas (Simon & Schuster, 1988) ISBN 978-0-671-66238-7 (rústica: Wiley, 2003; ISBN 978-0-471-44549-4)

### Periodismo
- George Soros, "Por qué apoyo la marihuana legal", The Wall Street Journal, 26 de octubre de 2010.
- George Soros, "La crisis y el euro", The New York Review of Books, 19 de agosto de 2010.
- George Soros, "A Paulson no se le puede permitir un cheque en blanco". Archivado desde el original el 26 de septiembre de 2008. Consultado el 3 de mayo de 2012., Financial Times, 24 de septiembre de 2008
- George Soros, "Sobre Israel, Estados Unidos y AIPAC", The New York Review of Books, 12 de abril de 2007.
- George Soros, "La burbuja de la supremacía estadounidense", The Atlantic, diciembre de 2003, también grabación de audio de este artículo a través de Assistive Media, leído por Grover Gardner, 18 minutos.
- George Soros, "Soros en Brasil", Financial Times, 13 de agosto de 2002.
- George Soros, "Pensamientos amargos con fe en Rusia", Moskovskiye Novosti (Noticias de Moscú), traducido del ruso por Olga Kryazheva, 27 de febrero de 2000.
- George Soros, "La amenaza capitalista", The Atlantic Monthly, febrero de 1997.
- El 1 de agosto de 1993, el Canal 4 transmitió una conferencia televisiva de media hora de duración sobre Opiniones de Soros, que se publicó al día siguiente en The Times como "Por qué el apaciguamiento no debe tener otra oportunidad".[278]